# Витачів
Витачі́в — село в Україні, в Обухівському районі Київської області. Входить до складу Української міської громади. До 2020 року - центр Витачівської сільської ради. Нині - центр Витачівського старостинського округу. 
Розташоване на крутому правому березі Дніпра за 77 км на південь від Києва, на середині відрізку шляху Київ — Канів, неподалік автодороги Р19 Фастів — Канів. Вважається одним з найдревніших поселень Полянського князівства та Київської Русі. Засноване приблизно в IV ст. н. е. (за даними археологічних досліджень). Перша літописна згадка про Витачів датується 949[джерело?] роком у творі «Управління імперією» візантійського імператора Костянтина VII Багрянородного, де він описує древній Витичів як могутній порт на Дніпрі у південному передмісті Києва. Витачів має багатовікову та драматичну історію. Це поселення є одним з найдавніших в Україні.

## Географія

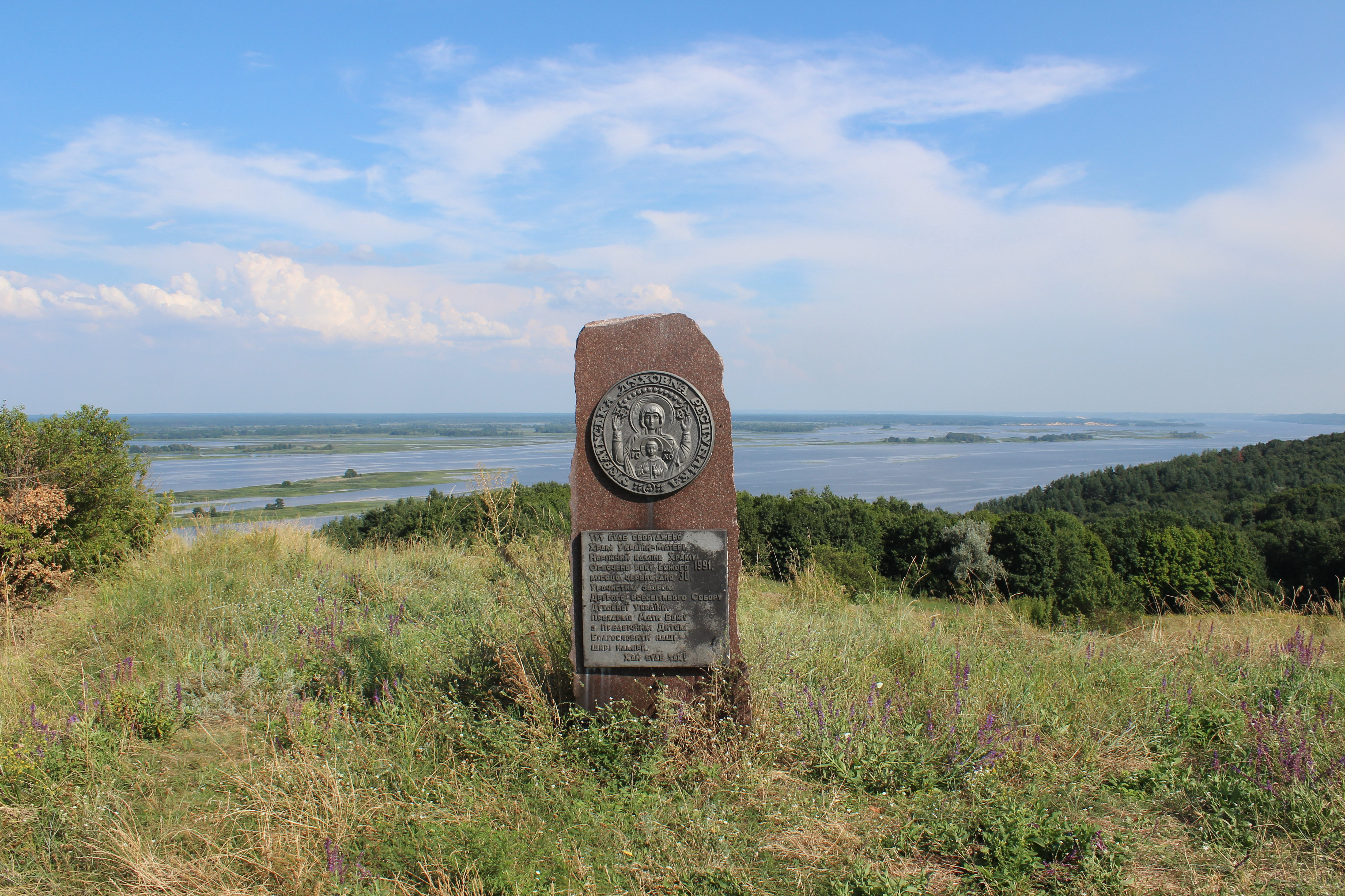

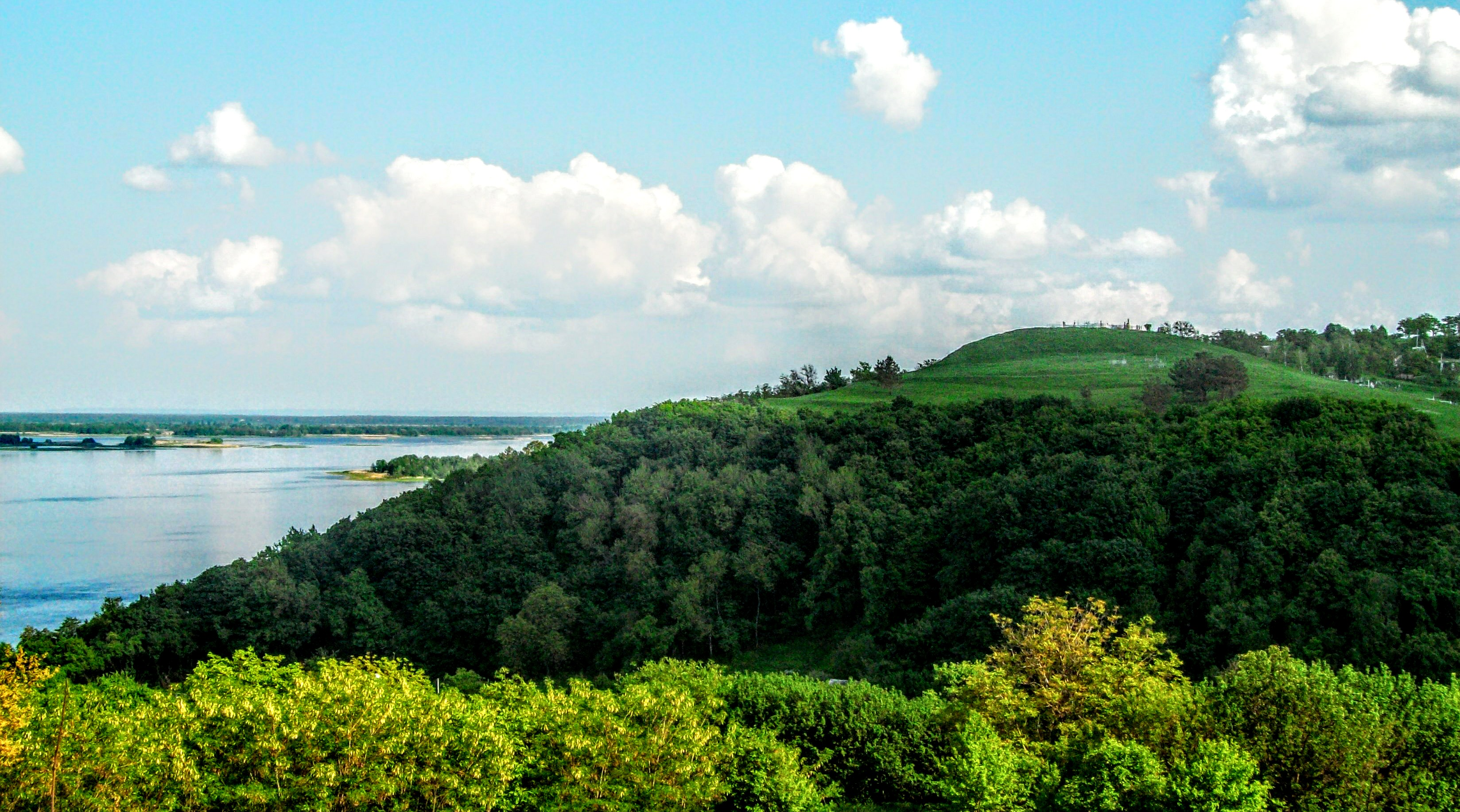
Краєвид Витачева

Село розташоване на високому правому березі Дніпра у лісостеповій природній зоні України. Південно-східна околиця знаходиться на горі Красуха висотою 189,3 м над рівнем моря. На південному сході від гори розташовані яри урочища Городище, яке виходить до Дніпра. На захід від Витачева розташовано заказник місцевого значення «Урочище Калинове», у балці якого знаходиться озеро Ріцца, або по-місцевому Стрількове. Головна вулиця у Витачеві - вулиця Воздвиженська

### Геологічна будова

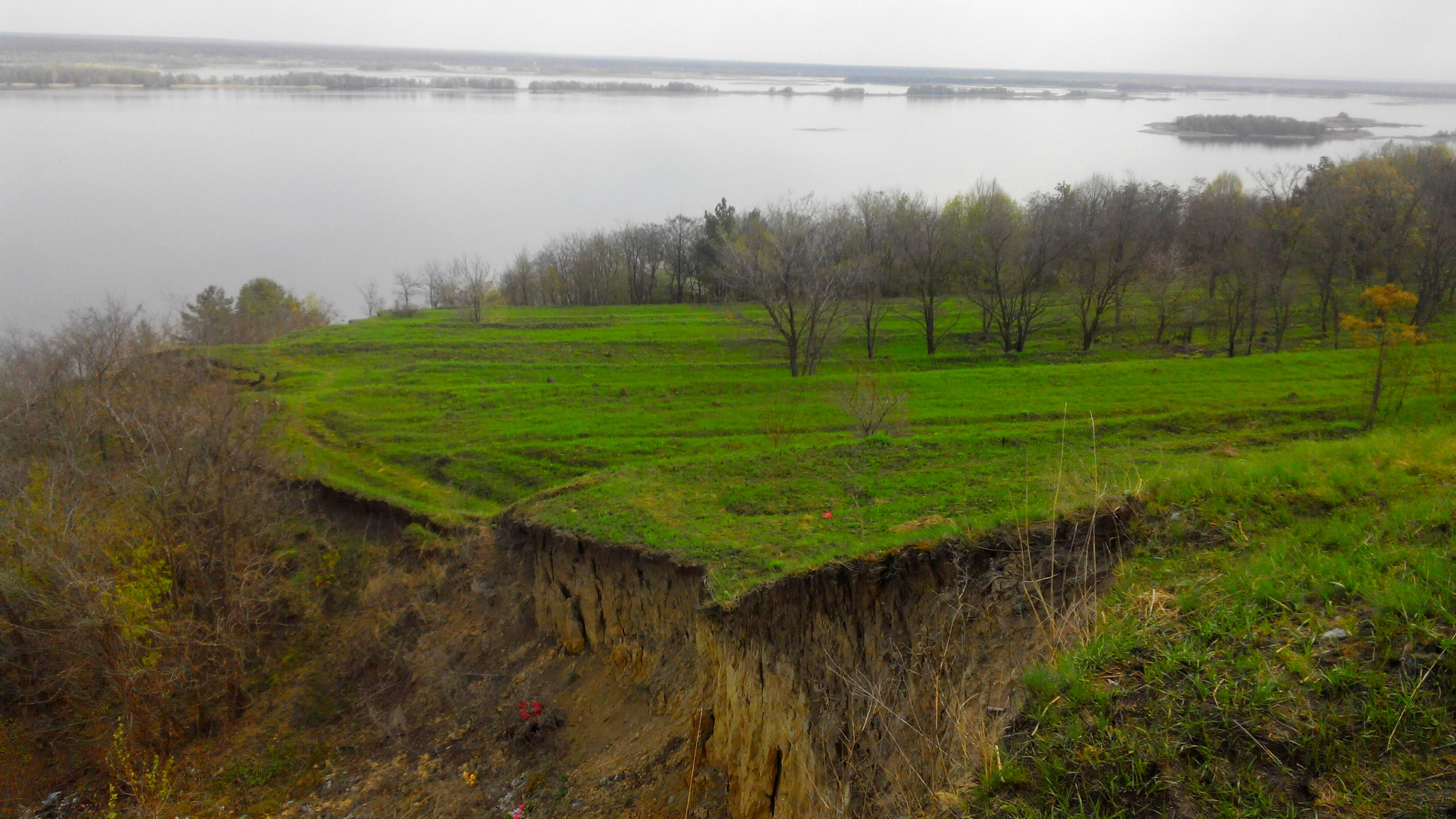
Зсув внаслідок водної ерозії на березі Дніпра (с. Витачів)

Витачів лежить на північно-східному схилі Українського кристалічного щита — найбільшої тектонічної структури на території України. Український кристалічний щит у рельєфі проявляється суттєвим підвищенням. Саме тому правий берег Дніпра (на якому лежить Витачів) значно вищий від лівого. Навколо села залягають гірські породи, що притаманні для Українського щита: гнейси, пісковики, кварцити (в тому числі залізистий кварцит), і навіть мергелі, які свідчать про морське дно в геологічному минулому (мала місце трансгресія моря). Є кілька родовищ високоякісної гончарної глини, яка в минулому і в позаминулому століттях широко застосовувалася в гончарстві та цегляній промисловості Витачева.
Однак все ж, найпоширенішою породою в межах і околицях села є осадова порода — лес, що сформувалася у льодовикову епоху, і відіграла ключове значення в процесах ґрунтоутворення.

### Ґрунтовий покрив
На території сучасного Витачева представлено кілька типів ґрунтів: в західній частині — типові чорноземи, у центральній та східній — чорноземи опідзолені та сірі лісові ґрунти (це пояснюється наявністю лісових масивів, які суттєво вплинули на тип ґрунту). Північна частина села (з боку річки Дніпро) представлена незначними вкрапленнями солонцю — оглеєного чорнозему, який відзначається гіршою родючістю. Шар гумусу — важливого ґрунтового елементу різна, і залежить він перш за все від типу ґрунту та природних умов. Окремі ділянки села взагалі не мають достатньої потужності гумусного шару (наприклад гора Красуха), що доводить її неприродне походження.[джерело?] Також низький шар гумусу — на полі «За шляхом» на ділянці — не більше 40 арів, однак там інша причина — в 1977 році технічним способом виконувалися роботи по розрівнюванні підвищених ділянок місцевим колгоспом. Загалом же шар гумусу в ґрунтах Витачева коливається в межах від 35 (біля озера Ріцца) до 145 (на полі Дурт) сантиметрів. У підніжжі гори Красуха шар гумусу складає 42-45 сантиметрів. Приблизно 1/3 земельного фонду Витачева характеризується ерозійними процесами різної інтенсивності, що значно погіршує якість обробітку землі. В 1970-1980-х р.р. місцеве сільськогосподарське підприємство активно втілювало протиерозійну програму з обробітку землі, яка давала дуже хороші результати.[джерело?] Сьогодні ж ерозійність ґрунтів у Витачеві дещо зросла. Важливою екологічною проблемою витачівських ґрунтів є їхня забрудненість радіонуклідами через аварію на Чорнобильській АЕС в квітні 1986 року. За даними замірів найзабрудненішими ґрунтами (цезієм) є поля в північно-західній частині Витачева (поле «за селом» та Дріжджин Шпиль).[джерело?] Однак це не заважає сьогодні здійснювати на цих місцях випасання домашньої худоби.

### Рельєф місцевості

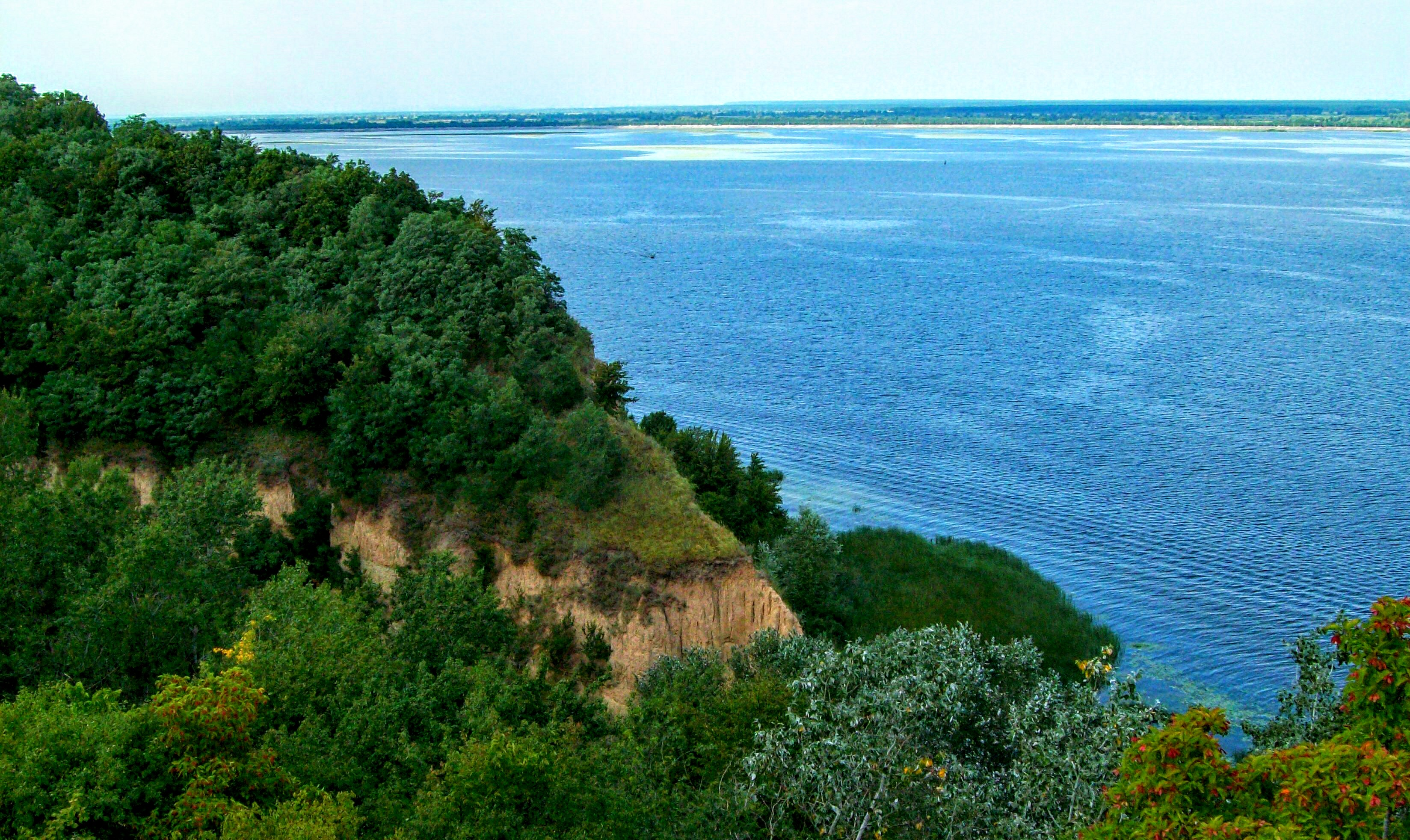
Схил на березі Дніпра (гора Окіп, с. Витачів)

Середня висота Витачева над рівнем моря коливається в межах 145—190 метрів. Найвища точка — гора Могила в південно-східній частині села (190 м), яка до того ж є найвищою точкою Правобережної Київщини.
Витачів лежить в середній частині Київського плато, яке в геоморфологічному вираженні є частиною Придніпровської височини. Характер поверхні дуже строкатий, рельєф надзвичайно різноманітний. Переважають водно-ерозійні (флювіальні і гляціальні) та антропогенні форми рельєфу. Ерозійні форми представлені численними ярами і балками. В ярах знаходяться цілі витачівські вулиці, як приміром Придніпровська, яка простягається на 1200 метрів на дні глибокого яру. Балки домінують в південній та західній частинах села. В центральній частині Витачева мають місце численні рівчаки, які вимивають пухкі породи, провокуючи зсуви, які в межах села дуже поширені. Річка Дніпро, на березі якої розкинулося село, виконує надзвичайно велику рельєфоутворюючу роботу цієї місцевості, зокрема, активно підмиває високий правий берег, змінюючи конфігурацію прибережних ділянок, які проявляються гравітаційними формами (зсуви, обвали та осипища) практично в усій береговій лінії. В низинних ділянках має місце вихід ґрунтових вод на донну поверхню (урочище Жолудівка та Зарубинецький брід), які дуже схожі на заболочену ділянку, однак влітку пересихають. Такі болотисті місцини також провокують зсувні процеси. Джерела ґрунтових вод майже безперестанку протікають вулицями Садовою та Придніпровською, залишаючи по собі неглибокі канави (25-40 см).[джерело?]

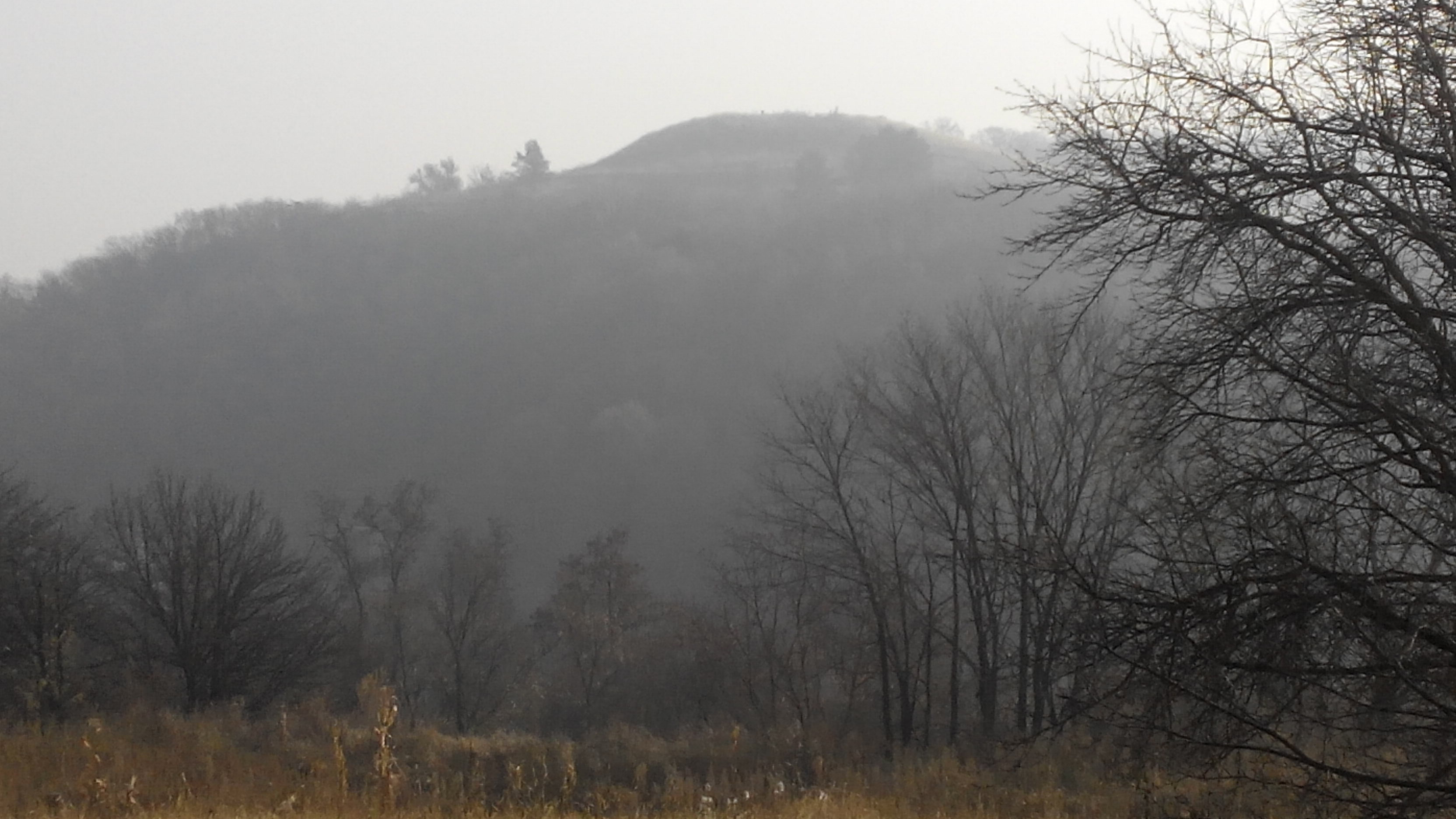
Гора Красуха над Дніпром у Витачеві

До антропогенових форм рельєфу належать передусім кургани, яких нараховується в межах Витачева щонайменше десяток. Окремі з них отримали свої назви, як приміром Красуха, або гора Могила. Останні геоморфологічні дослідження показали, що Красуха є нічим іншим, як типовим курганом, насипаним орієнтовно 1,5-2 тис.років тому, але не пізніше ніж 2,2 тис.років тому, оскільки на горі не сформувався достатній гумусний шар ґрунту, який зазвичай має сформуватися протягом 2,2-3 тисяч років.[джерело?]
Крім того, теоретично до курганів можна віднести і такі гори в межах Витачева, як Глобівщина, Могила та Окіп.[джерело?] Однак, на відміну від Красухи, на цих об'єктах комплексних геоморфологічних досліджень не здійснювалося. На захід від Витачева, по дорозі до урочища Великий Брід знаходиться гора Валок, яка також вважається антропогеновою формою рельєфу, та належить до загальної мережі легендарних Змієвих Валів, які проходили неподалік Витачева. В 1970-х роках здійснювалося кілька археологічних аналізів цієї форми рельєфу, по результатам яких гору Валок і прилеглі насипні структури були остаточно віднесені до Змієвих Валів Київщини. Останнім часом усі природні та антропогенні форми рельєфу зазнали активного впливу діяльності людини. Зокрема, було вирівняно ділянки насипних структур біля урочищ Великий Брід та Березки, що остаточно призвело до втрати первинного вигляду цих місцевостей. Цікавими також як з точки зору історії, так і геоморфології, є антропогенні форми рельєфу часів Другої світової війни (воронки від авіабомб в районі гори Красуха та Городище, а також оборонні рови, які добре збереглися і до наших днів).[джерело?]
У Витачеві виявлено кілька кріогенних форм рельєфу — моренні відклади та невеликі валуни біля берегів Дніпра (переважно ератичні валуни), як результат діяльності Дніпровського льодовика. Цими формами зацікавилися спеціалісти у галузі палеогеографії. Зміни клімату та вплив цих змін на рельєф добре видно у профілі зрізу на підвищених ділянках, особливо на зрізах кручі над Дніпром.[джерело?]

### Кліматичні умови

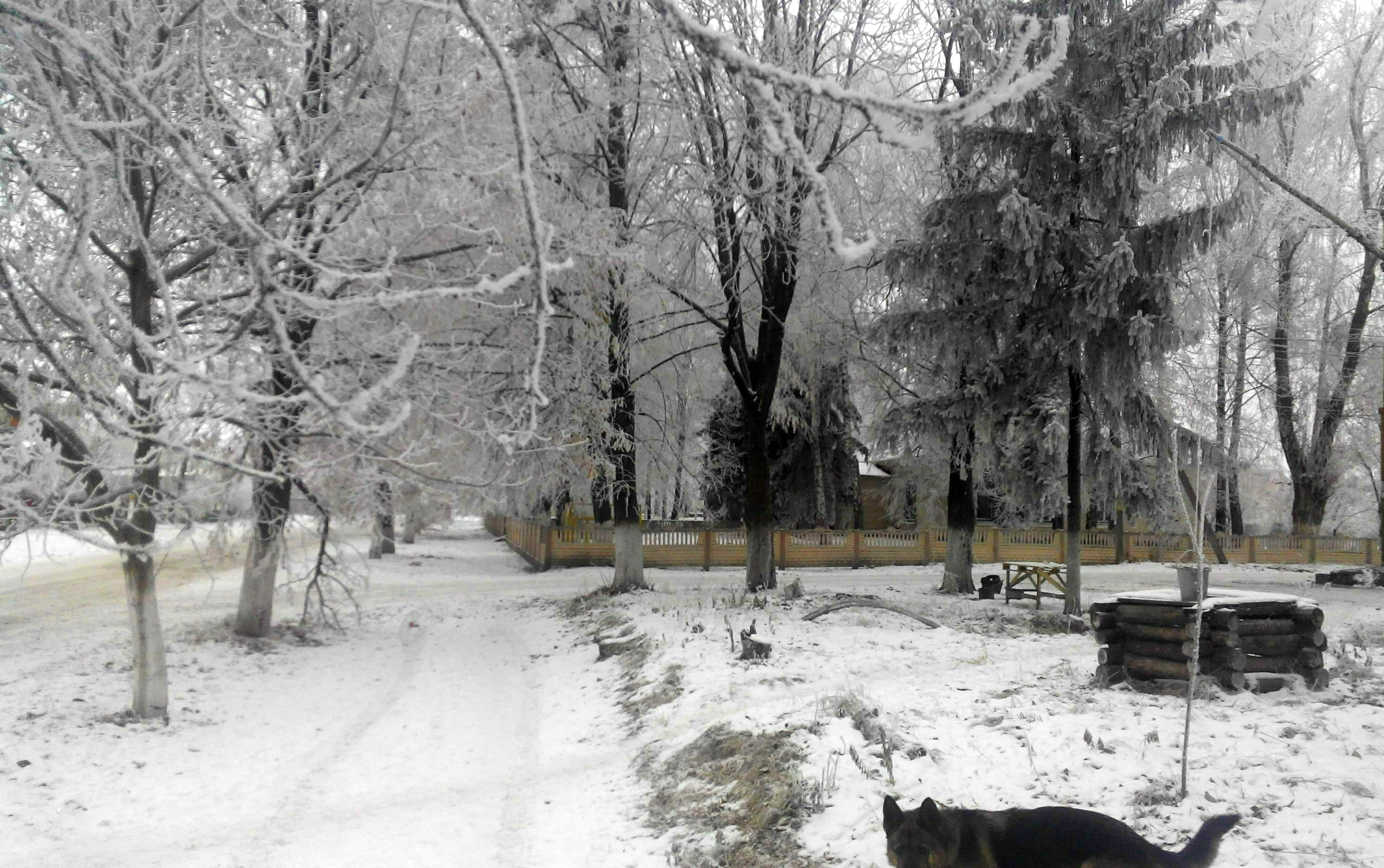
Засніжений Витачів (грудень 2014 року)

Тип клімату — помірно-континентальний. Загальна середньомісячна кількість опадів відповідає лісостеповій зоні України, і становить 550 мм. Однак мікроклімат Витачева дещо відрізняється від навколишніх місць. Цьому сприяє одразу кілька природних факторів:
- Витачів знаходиться на високій горі, що є на 100 метрів вище від сусідніх Трипілля та Халеп'я. З висотою температура та атмосферний тиск знижуються. Це проявляється тим, що середньорічна температура у Витачеві нижча на 0,6 C° ніж в навколишніх місцях, а кількість опадів менша на 8 %. Влітку дощових днів також менше ніж приміром в Києві чи Трипіллі майже на тиждень.
- Річка Дніпро, на березі якої лежить Витачів, слугує потужним кліматичним індикатором. Середня вологість повітря у Витачеві вища на 15 % ніж в сусідніх Жуківцях або Верем'ї, та на 10 % вища ніж в Халеп'ї. Крім того, Дніпро змінює напрямки атмосферної циркуляції (як правило, це відбувається систематично). Саме тому дуже часто буває так, що коли у сусідніх селах йдуть дощі, у Витачеві в цей час опадів немає, і навпаки: дощі у Витачеві не завжди захоплюють Халеп'я чи Трипілля.
- Висота, на якій лежить Витачів, зумовила більшу кількість туманних днів від навколишніх поселень в середньому на 30 %.

Починаючи з 2000 року, найвища температура повітря у Витачеві була зафіксована 19 липня 2010 року (+38,7 C°), а найнижча — 21 січня 2006 р
оку (-27,7 C°). Найбільше опадів випадало в червні 2011 року, березні 2013 та у вересні 2013 року, а найменше — у лютому 2007 року та у серпні 2010 року.[джерело?]
Серед цікавих фактів у спостереженні за погодою: у серпні 2010 року не було жодного дощу, а у вересні 2013 року протягом усіх 30 днів було зафіксовано дощ різної інтенсивності. Найбільше снігу випадало в грудні 2009 року та в січні 2010 року, а також в березні 2013 року. Зима 2008 року була практично безсніжною. Найпізніше весна приходила у 2010 та 2013 роках (сніг сходив в середині квітня). Пізньою була весна і в 2006 році. А ранньою була весна в 2003 та 2005 роках (середина березня). У вересні 2008 року випало дві місячні норми опадів, а самий пізній сніг випав у 2005 році — 3 травня. У 2002 році випав самий ранній сніг — 12 жовтня. Найдощовішим літом у Витачеві було літо 2011 року. У червні 2015 року випало дві місячні норми опадів. [джерело?]

### Поверхневі та підземні води
Витачів у цілому можна віднести до населених пунктів Київщини з високим ступенем забезпечення водними ресурсами. Цьому сприяє те, що село лежить на березі найбільшої водної артерії Центральної Європи — річки Дніпро. Витачів простягається на 3,7 км по берегу цієї річки і всі потреби у водних ресурсах повністю забезпечуються Дніпром і водами його басейну. Окрім Дніпра, у Витачеві протікає понад 20 непостійних водних потоків, що влітку дуже часто пересихають. Вони мають переважно снігове, дощове та підземне живлення. Найбільшим таким водним потоком є річка Зарубинець, що протікає нижче вулиці Садової, і впадає в Дніпро в районі сільської дамби, і майже ніколи не пересихає. Гирло цієї річки утворює так званий Зарубинецький брід, який неодноразово згадується у древніх середньовічних літописах Х-ХІІ ст. як зручна бухта для древньоруського княжого флоту часів правління Княгині Ольги, князя Святослава та Володимира Великого.
В межах Витачівської сільської ради (однак за 5 км від самого Витачева) протікають річки Івковитиця та Сквирка, які є правими притоками Дніпра, і витікають з Великого Витачівського Броду.
Серед водоймищ що відносяться повністю або частково до Витачева найбільшими є:
- озеро Ріцца в урочищі Калинове (половина водного дзеркала і берегової межі належить Витачівській сільській раді) — знаходиться за 3 км на північний захід від села;
- Великий і Малий Витачівський броди — за 4 км на південь від села (скандальна природна водойма, так як кілька років тому стала об'єктом протистояння між громадою Витачева та злочинним режимом Януковича, представники родини якого намагалися самовільно захопити цю природну унікальність);
- водойма в урочищі Жолудівка — знаходиться фактично в межах Витачева з південно-західної сторони.

Підземні води — головне джерело забезпечення жителів Витачева водними ресурсами. Глибина залягання підземних вод у Витачеві різна, і напряму залежить від рельєфу місцевості. Так приміром глибина залягання підземних вод найнижча в центральній та південній частині Витачева (вулиці Воздвиженська та Садова). Найглибша — північно-східний Витачів (вулиці Т.Шевченка та Молодіжна). В низинних ділянках підземні води настільки високо піднімаються, що дуже часто виходять на денну поверхню імітуючи заболочені ділянки (Зарубинкцький брід, рівчаки на вулиці Садовій і Придніпровській). Існують у Витачеві свої легендарні джерела підземних вод. Так приміром Кобзарева криниця, що знаходиться у підніжжі гори Глобівщина, та, на думку місцевих мешканців, наділена цілющими властивостями.[джерело?] Біохімічний аналіз води з цієї криниці показав, що вода тут дуже багата на ізотопи кремнію та магнію, які мають корисні властивості для організму людини.[джерело?] Загальна глибина залягання верховодки (найвищого шару підземних вод) в середньому по Витачеву рідко коли перевищує 15 метрів. Міжпластові (пластові) води — нижчий шар водоносного горизонту майже не використовується жителями села у господарчих цілях, однак він також має незначну глибину залягання.[джерело?]
У Витачеві досить поширеними є пливуни (потужні потоки підземних вод), які іноді носять інтенсивний і руйнівний характер, але вони локальні, і фіксуються лише в районі вулиць П.Осоченка і Придніпровської.

## Історія

### Походження назви
Витичів — літописна назва сучасного селища, яка використовувалася до середини XVI століття. Вперше згадується у творі «Про управління імперією» імператора Візантії Костянтина VII у 949-950 році. На рунному камені ХІ ст. з Норвегії, N62(Алстадський камінь), фігурує назва Вітахольмр: "Engli raised this stone in memory of Þóraldr, his son, who died in Vitaholmr - between Ustaholmr and Garðar".  В окремих літописах фігурує назва Уветичі.
Існує багато гіпотез про походження назви даного населеного пункту, однак право на існування мають лише деякі з них. Cтосовно топоніма Vitaholmr є різні міркування. Складовою двох топонімів з напису на камені N62 є слово holmr - холм, пагорб. Витичів і справді розташований на високому пагорбі. Перша половина топоніму - Vita власне і є назвою пагорба. Vitа у перекладі з норвезької та шведської мов означає "білий". Якщо скласти разом отримаємо повний переклад топоніма : "Білий Пагорб". Лесові кручі Дніпра у цьому місці саме так і виглядають на старих фотознімках. Вони були добрим орієнтиром для подорожуючих по Дніпру. Та обставина, що вже у 10 ст. це місто мало назву "Витичів" свідчить про дві обставини. Перша - існувала і була відома за межами Русі "офіційна назва" міста. Друга - ще у 11 ст. серед купців з Норвегії побутува також інша назва цього місця, яка описувала його вигляд. Вижив і зберігся, хоча і в зміненому вигляді  (Витачів) лише давніший топонім. На думку кількох місцевих краєзнавців[які?] — назва «Витачів» походить від норманського словосполучення Вітахолм («Віта» — вогонь, «холм» — гора), що дослівно переводиться як «вогонь на горі», згідно норманської теорії формування Древньої Русі. Однак певні історичні дані і лінгвістичні дослідження піддають сумніву дану гіпотезу[джерело?]. По-перше, норманський вплив на полянських землях посилився із завоювання Києва Олегом Віщим у другій половині ІХ століття, а до того нормани не мали такого впливу на лінгвістику місцевих племен. По-друге назва «Вітахолм» не могла так швидко (менше, ніж за століття) трансформуватися у «Витичів» (перша згадка датується 950 роком під назвою «Витичів», про «Вітахолм» не згадується ніде). Перейменування з норманського на слов'янський лад древньоруських топонімів майже не застосовувалося на практиці. Тому деякі місцеві дослідники вважають цю версію про походження назви села Витачів нічим іншим, як вигадкою.[джерело?] Скоріше за все назва «Витичів» має ранньо-слов'янське походження, може мати аналогію з регіональною назвою  слов'янських племен — в'ятичів, які оселилися у верхів'ї річки Ока (Росія). Як відомо, більшість істориків сходяться в думці про те, що в'ятичі прийшли на ці землі із заходу (долини Дніпра). Це повністю відповідає дніпро-одерській теорії етногенезу і розселення слов'ян [Архівовано 31 липня 2018 у Wayback Machine.] Скоріше за все назва цього східнослов'янського племені «в'ятичі» має однакове походження з назвою «Витичів», і не виключено що Витачів називався Вятичевом у момент свого заснування. Перший голова роду в'ятичів — Вятко, який ймовірно жив у VII столітті міг бути вихідцем із земель, на яких лежить сучасний Витачів. Саме ж слово «вятко» є зменшеною формою древньослов'янського слова «вяче» — «великий», або «більше». Крім того у «Повісті врем'янних літ» описується з'їзд князів Уветичах 30 серпня 1100 року. Уветичі — назва Витачева, що зустрічається лише в цій літературній пам'ятці, у той час як інші історичні джерела називають цей з'їзд Витичівським.[джерело?]

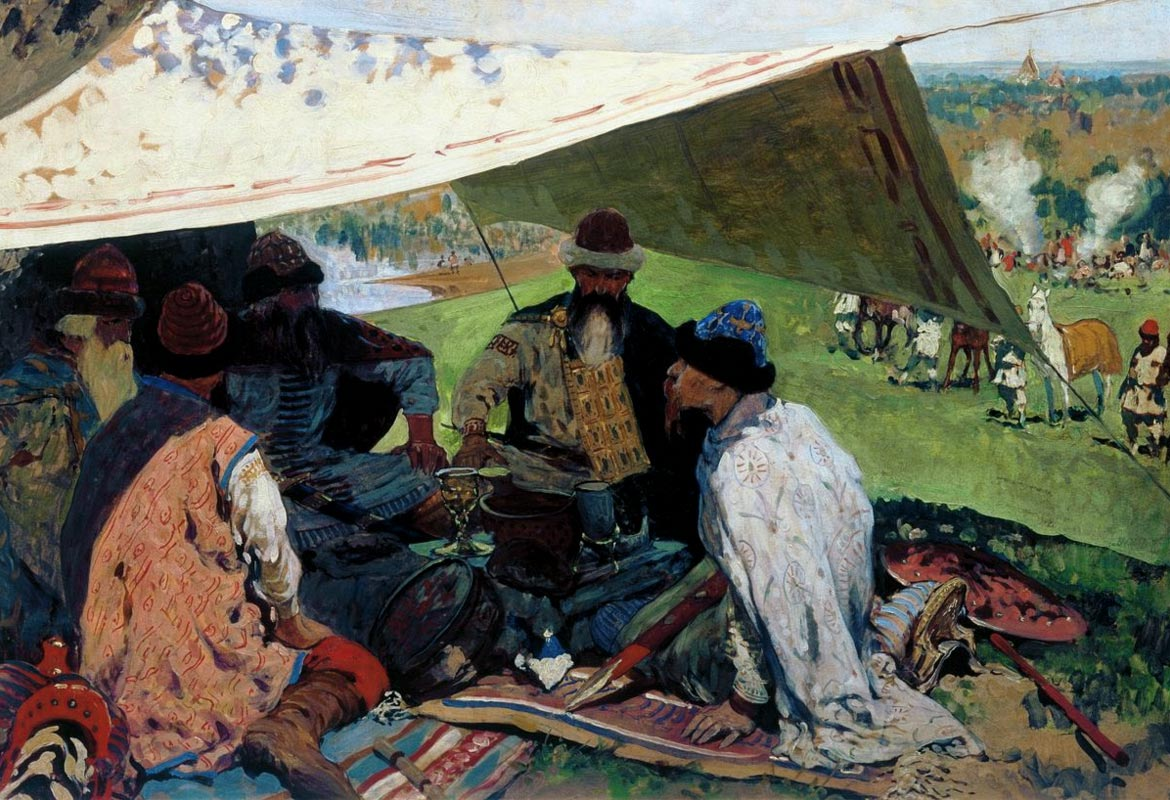
Князі зібралися на Витичівський з'їзд. Витачів, 1100 рік (художник С. В. Іванов)

Отже, якщо слідувати цій теорії, Витичів (або можлива назва при заснуванні Вятичів) дослівно зі стародавньої слов'янської мови переводився як «великий» або «величний». Однак і цю версію ставлять під сумнів, враховуючи історичні дані про справжній вік цього селища. Витачів — як єдине поселення існує ще з часів Антського царства, і його назва може мати коріння з цих часів. Ще однією теорією походження назви села є готська теорія.[джерело?] Згідно з нею, вождь готів Германаріх під час навали гунів наприкінці IV століття покінчив життя самогубством, аби уникнути жахів гунської навали. Його син Витимир поховав батька на березі Дніпра, і на місці поховання насипав високу «Прекрасну скелю», і заснував поряд з нею місто, яке згодом було назване на його честь. Принаймні такі відомості містяться в літописі остготського історика Йордана.[джерело?] Виходячи з цього, прекрасною скелею може бути одна з витачівських круч, а насип на могилі Германаріха — гора Красуха над Дніпром, що лежить в межах сучасного Витачева. Існує і лінгвістична співзвучність між іменем сина Германаріха — Витимиром і древньою назвою села — Витичевом. Археолог Б. О. Рибаков вважав, що твори історика Йордана далекі від достовірності. Але роки життя Витимира цілком відповідають приблизному часу заснування Витичева. До душі припала ця версія і знаменитому письменнику Івану Білику, який втілив її у своїй поемі «Меч Арея». Одним словом, немає жодної універсальної версії про походження назви села Витачів, яка б не викликала сумнівів у своїй достовірності, однак у будь-якому разі назва «Витачів» або його трансформовані варіанти виникли не пізніше VII століття, коли за цим поселенням остаточно закріпилися слов'яни

### Період заснування
Жодне історичне джерело не переповідає про час заснування Витачева. І хоч вперше поселення згадується у творах імператора Візантії Костянтина Багрянородного в 949 році, говорити про 1060-літній вік села в жодному разі не можна, оскільки багаторічні археологічні та геолого-екологічні дослідження показали, що безперервно люди тут мешкають як мінімум з середини lV століття н. е., тобто з раннього середньовіччя. На підтвердження цьому — залишки поселення Черняхівської культури (IV—VI століття) які виявленні у Витачеві під час археологічних досліджень під егідою інституту археології АН УРСР в 1970-х роках.[джерело?] Найраніші залишки побуту вже древньоруської доби Витачева добре досліджені в 1960-1970-х рр. і датуються VIII—XI століттями. Враховуючи зазначене, це означає, що вже починаючи з IV століття (від Черняхівської культури яка є прототипом Антської держави) Витачів є постійним поселенням у середній течії Дніпра, незважаючи навіть на те, що перша згадка про нього датується лише серединою Х століття. Як постійне поселення Витачів існує щонайменше 1600 років. Ще одним підтвердженням цьому є низка антропогенних форм рельєфу навколо села, які сформувалися під час гунського панування. Як відомо, історики саме гунам приписують витіснення Черняхівської культури з культурного ландшафту Наддніпрянської України. Навколо Витачева збереглося кілька геоморфологічних об'єктів виключно антропогенного (рукотворного) походження. До них належать дві високі гори над Дніпром: Окіп та Красуха, які лежать в межах сучасного Витачева. Останні фізико-географічні дослідження показали, що гора Красуха над Дніпром є об'єктом рукотворного походження, оскільки немає чіткого чергування пластів порід у її профілі (це притаманне лише антропогеновим формам рельєфу, таким як кургани або терикони).[джерело?]
Навколо села знаходиться 10 курганів, з яких досліджено археологами лише 2. Таким чином за основу взята концепція про те, що Витачів як постійне поселення був заснований не пізніше V століття (в часи Черняхівської археологічної культури), пізніше став древньоруським містом-портом. Вік Витачева — не менше як 1600 років.
До публіцистичної версії про вік Витачева можна віднести твір українського письменника Івана Івановича Білика «Меч Арея», у якому часто згадується Витачів. Один з розділів цього історичного роману починається так: «В літо 382-ге упочив князь великий Київський Велімир, і сів на вітчому столі син його старший Данко, й сів у городі Витичеві, й правити почав Руссю, й Древами, й Сіверою, й Лугами, й готами і всіма язиками, що платили йому дань, і ходили Рать по Великому князеві й славили його…». На сторінках цього роману Витачів не раз називається «стольним градом», а його господар — Великим князем Витичівським. Іван Білик вважає що в Антський період крім Родені і Києва, «стольним градом» був також і Витичів, переконуючи в цьому читачів не лише белетристичною, але й науково-обґрунтованою інтуїцією. Дивовижним чином автор дуже близько розмістив Витичів до його реальних часів заснування.

### Давньоруські городища

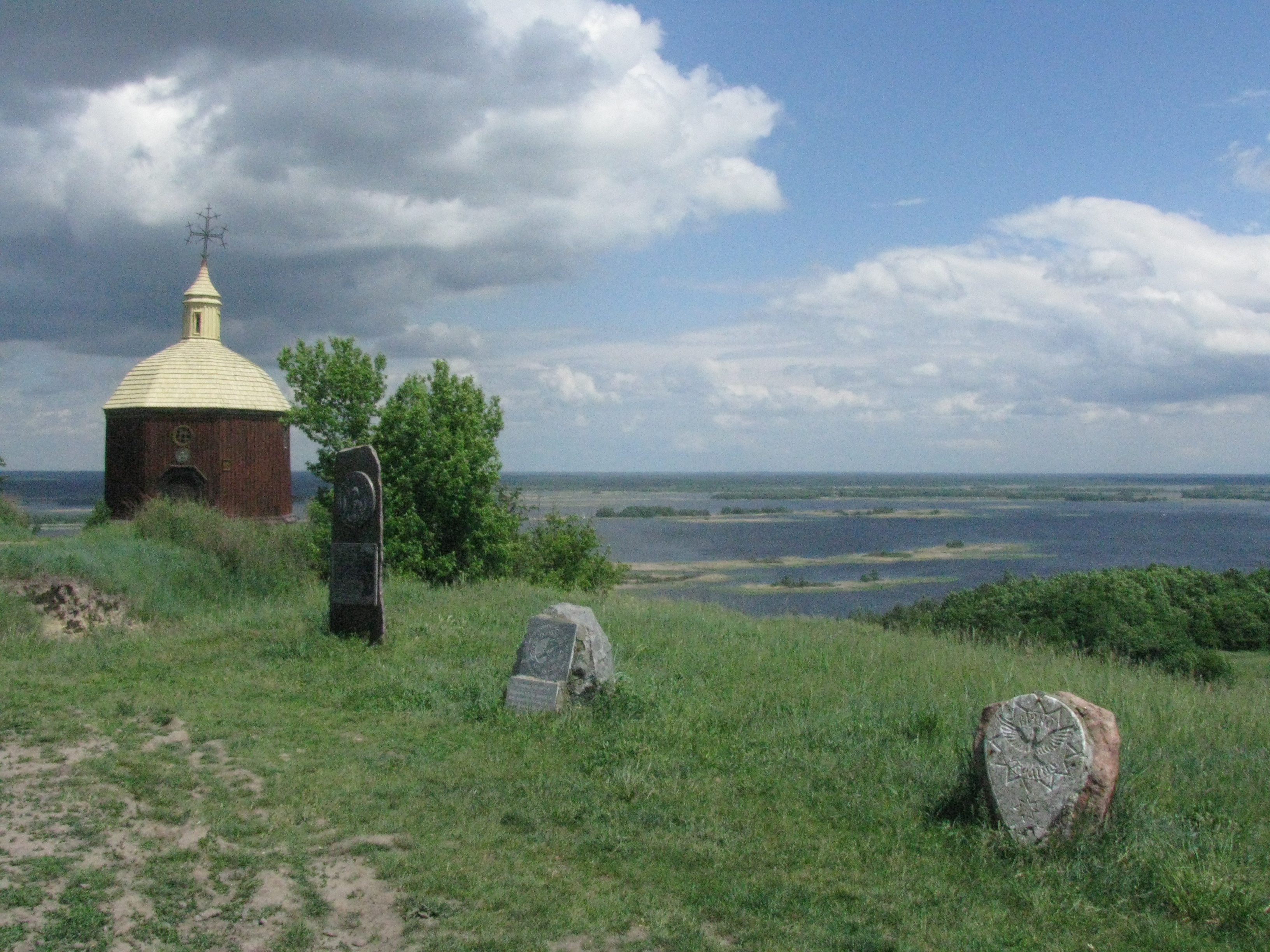
Городище літописного міста Святополча, село Витачів

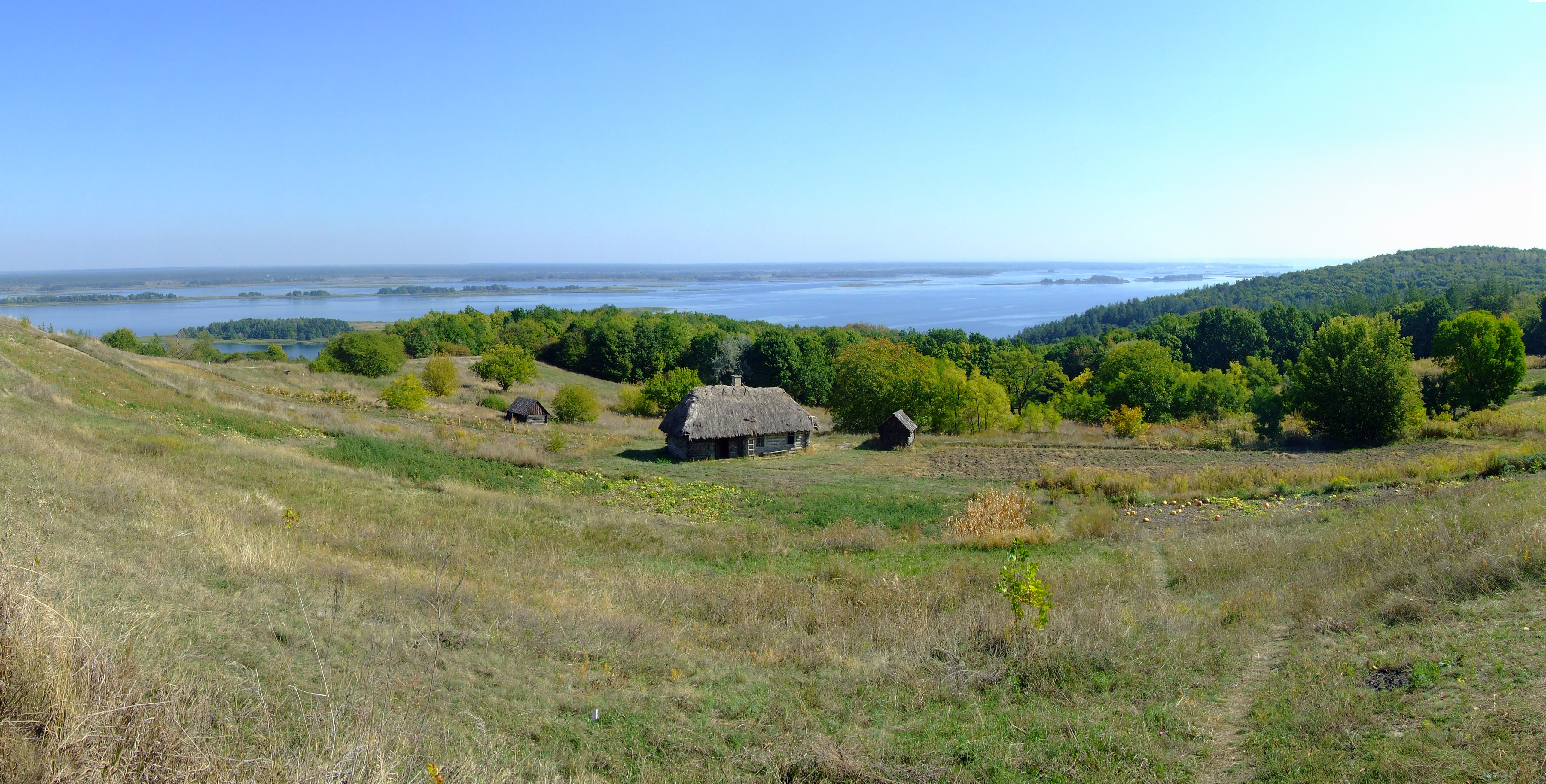
Панорама городища села Витачів

Городище Витичів розкопане поблизу села. Воно вперше згадується як великий порт на Дніпрі у творах візантійського імператора Костянтина Багрянородного, який жив у середині Х ст. У 1961 році археологічна експедиція під керівництвом Бориса Рибакова виявила унікальну сигнальну башту, оборонні, житлові, господарські приміщення. Місто було оточене численними земляними валами та дубовими стінами Додаткові укріплення оточували територію поблизу міста, де могли сховатися жителі сусідніх поселень під час нападу кочовиків. Після розгрому печенігів на початку XI сторіччя місто занепадає, але до кінця століття відновлюється як оборонний пост проти нових кочовиків — половців. Для захисту від них князь Святополк у 1095—1096 роках збудував поблизу іншу фортецю — Новгород-Святополч.
В 1110 р. у Витачеві відбулась нарада за участю князів Святополка київського, Володимира Мономаха, Давида і Олега; однак князі між собою не порозумілися.[джерело?]

### Нова і новітня історія

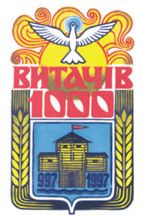
Символіка тисячоліття Витачева

У XVI столітті належало Семену Полозові. З другої половини XVII століття Витачів переходить у власність польських шляхтичів Харленських, у той час як навколишні землі і поселення належали Фірлеям та Зборовським. В 1604 році згідно з грамотою короля Сигізмунда III Витачів був повністю переданий із навколишніми землями у власність Київському католицькому єпископству.
У Витачеві збереглися сліди старих валів. Частина старого городища рушилася вже в Дніпро, а частину забудовано оселями.
У 1853 році у селі було побудовано дерев'яну Хрестовоздвиженську церкву. На той час біля неї стояла старіша церква з середини XVIII сторіччя.
В 1900 році у Витачеві проживало 2820 мешканців, з яких майже 25 % були євреями.[джерело?] До громадянської війни в Росії був міст через Дніпро, який сполучав село з Кийлівом (нині село в Бориспільському районі Київської області). Великого лиха селу спричинили війни Росії проти України 1918-1920 рр. і нові порядки російської радянської влади. В 1930 році в селі в ході колективізації утворено два великих колгоспи: «Перше Травня» та «Друга П'ятирічка». Під час голодомору 1932—1933 рр. загинуло понад 800 жителів села. Не рятувала від голоду людей навіть дніпрова риба. Третій колгосп «Заповіт Ілліча» був утворений напередодні Другої світової війни. Війна забрала життя 250 мирних мешканців села, а з фронтів війни не повернулося 110 витачівців. Однак після війни село почало швидко відбудовуватися, і вже в 1951 році три колгоспи Витачева виробляли сільськогосподарської продукції більше, ніж до війни.[джерело?]
В 1955 році колгосп «Заповіт Ілліча» поглинув решта два колгоспи Витачева, і об'єднане господарство стало одним з найбільших і найпотужніших господарств Обухівського району. Тривалий час господарство почергово очолювали подружжя Калініченків, яким вдалося перетворити Витачів у справжнє експериментально-зразкове село радянського типу. За часів правління О. В. Калініченко (1955—1972 рр.) було збудовано та переоснащено цехи молочно-товарної ферми, оновився і суттєво розширився автопарк господарства, на найвищому рівні модернізовано обладнання тракторної бригади та оновлено за сучасним на той час типом сільськогосподарську техніку по обробітку землі. Також в колгоспі запрацювала широка мережа угідь. Колгосп славився продуктивним овочівництвом та зразковим обробітком ерозійних земель на схилах. Було закладено фруктовий сад, який перетворив колгосп на величезного районного продуцента фруктів. Однак у керівництві господарством для подружжя Калініченків, особливо для Оксани Василівни був притаманний певний волюнтаризм і суб'єктивізм, у результаті чого в жовтні 1972 року її було зміщено з посади новим партійним керівництвом Української РСР, після відставки Петра Шелеста, і з приходом на цю посаду В. Щербицького. Чоловік О. Калініченко — Іван Калініченко продовжував протягом тривалого часу керувати Витачівською школою. У 2006 році на фасаді будівлі адміністрації СВК «Заповіт Ілліча» було відкрито пам'ятну дошку до 90-ї річниці з дня народження О. Калініченко.[джерело?]
В 1972 році колгосп «Заповіт Ілліча» очолив І. О. Хондич, і тоді ж колгосп був об'єднаний з колгоспом сусіднього села Халеп'я. Однак це об'єднання помітно загальмувало розвиток колгоспу, оскільки колгосп «Жовтень» села Халеп'я був не рентабельним, і це призвело до суттєвого скорочення виробництва. В результаті, 1988 році на колективних зборах села Витачів колгоспники одноголосно виступили за роз'єднання господарств Витачева і Халеп'я. Вже понад 20 років колгосп (а пізніже сільськогосподарський кооператив) очолює В. Б. Черниш. Сьогодні господарство «Заповіт Ілліча» (а назву господарство так і не змінило) є одним з найбільших в Обухівському районі продуцентів молока, м'яса і зерна. Господарство обробляє понад 1,5 тисячі гектарів орної землі, має млин, крупорушку, хлібопекарню.[джерело?]
У 2011 році Витачівська загальноосвітня школа відзначила своє 150-річчя. В селі діє дитячий садок, медичний пункт, відділення зв'язку, відділення Ощадбанку України, краєзнавчий музей, бібліотека, будинок культури.[джерело?]

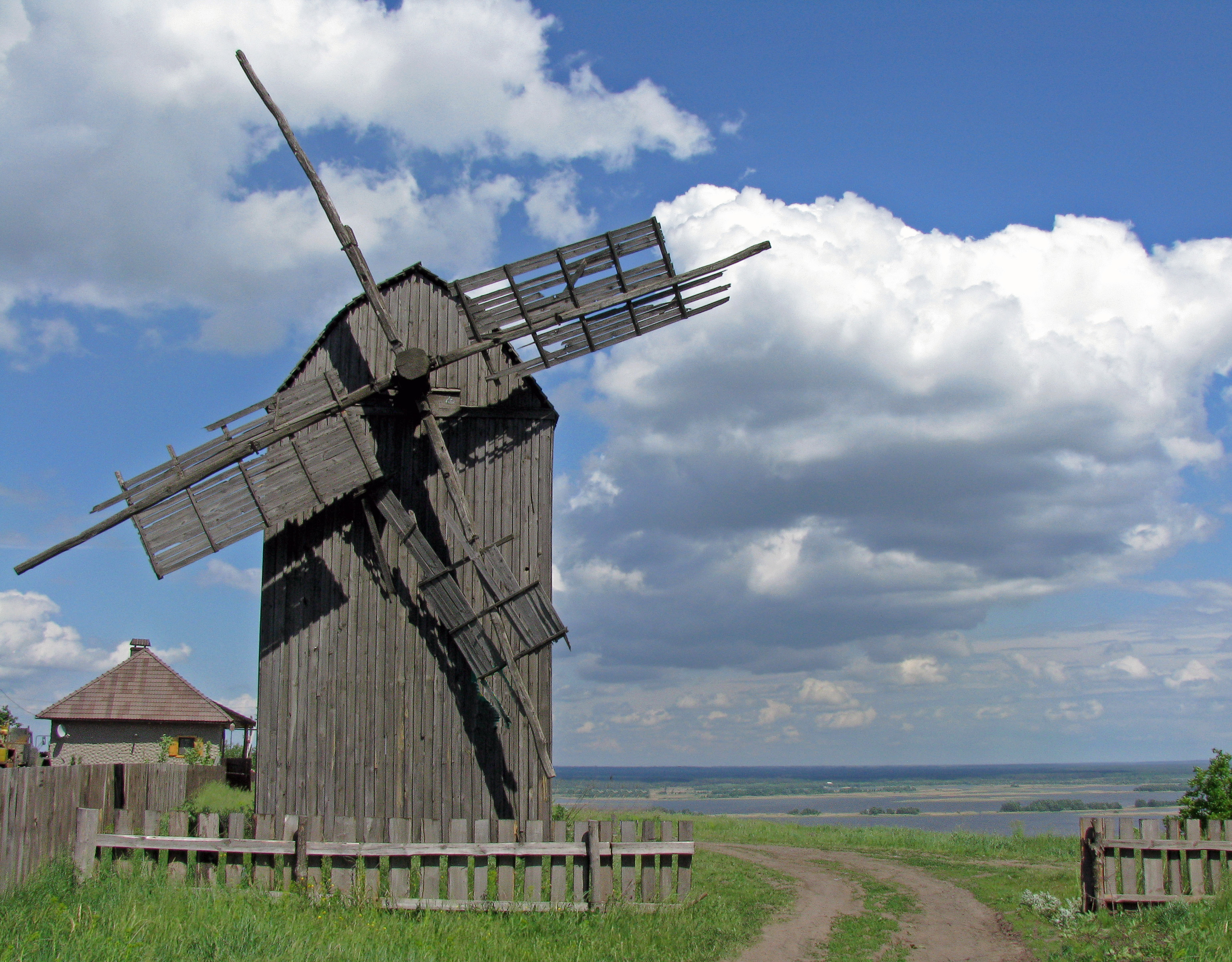
Городище літописного міста Святополча, Витачів

В 1991 році під проводом Української Духовної Республіки на чолі з Олесем Бердником на горі Городище було споруджено дерев'яну каплицю, що була точною копією власноручного проекту Тараса Шевченка. Тоді ж було збудовано дерев'яний млин. В 1991 році відбувся перший собор УДР на схилах Витачева. В 1995 році на тому ж місці відбувся шостий собор УДР.[джерело?]
27 вересня 1997 року Витачів гучно відзначив своє тисячоліття, однак з сорокалітнім запізненням. Серед численних гостей свята були тодішній голова Верховної Ради України О. О. Мороз, настоятель УПЦ КП Філарет, низка письменників, заслужених артистів та художніх колективів з усієї України.[джерело?]
Сьогодні Витачів є одним з найбільших і найдинамічніших поселень Обухівського району. Село активно будується і розвивається, з'являються нові вулиці, розвивається інфраструктура. Село відіграє ключове значення в туристичних і краєзнавчих маршрутах, оскільки воно є найдревнішим поселенням Обухівського району, має древню літописну історію.[джерело?]

Центр Витачева

### Витачів у період Євромайдану та Вітчизняної війни 2014 року
Під час Євромайдану переважна більшість жителів села підтримувала підписання угоди про асоціацію між Україною та Євросоюзом, однак активної участі в акціях протестів жителі Витачева не брали. Докорінно ситуація почала змінюватися після кривавих подій на вулиці Грушевського в Києві в період 19-22 січня 2014 року. Разом з цими подіями припали інші драматичні події в історії Витачева, що напряму пов'язані з нечуваною корупцією президентства Януковича і представників Донецького олігархічного клану, яких він очолював. Фактично рейдерським способом була захоплена значна частина сільськогосподарських угідь в селі з прилеглим до неї ставом. За цією корупційною схемою стояло тодішнє керівництво Обухівського району під пильним прикриттям «губернатора» Київщини — Анатолія Присяжнюка, якого вважали так званим «смотрящим сім'ї» Януковича в Київській області. 12 лютого 2014 року в сільському будинку культури села Витачів відбулися сільські збори, які радше нагадували стихійний мітинг жителів села проти свавілля як місцевої, так і державної влади, а на самих зборах жителі Витачева висловили цілковиту підтримку Євромайдану в Києві. Однак разом з тим давалася в знаки низька політична свідомість і певний меркантилізм жителів села, які під час позачергових виборів по одномандатному виборчому округу #94 (Обухівський та Василькіський райони) 15 грудня 2013 року (в розпал Євромайдану) віддали більшість голосів за кандидата Руслана Бадаєва, якого напряму пов'язують з Юрієм Бойко, що будував корупційні схеми, був в уряді Януковича міністром палива і енергетики. Підкуп виборців, адміністративний ресурс та низька явка забезпечили перемогу Р.Бадаєву.
Початок бойових дій на Донбасі та анексія Криму на початку 2014 року призвели до загальноукраїнської мобілізації, яка не оминула і жителів села. Разом з тим розгорнувся повномасштабний волонтерський рух, спрямований на підтримку української армії. Флагманом волонтерського руху в селі Витачів стала місцева школа, учні якої збирали теплі речі бійцям АТО, також збирали макулатуру та металобрухт, а на виручені гроші придбали обмундирування землякам, які воювали на Донбасі. Пересічні жителі села активно збирають продукти харчування, теплі речі та гроші, відправляючи їх в зону АТО своїм воїнам-землякам. Ще одним потужним осередком волонтерського руху є діяльність ТОВ «Омела» яку очолює уродженка Витачева і колишня випускниця місцевої школи Л. Я. Анцупова, яка активно допомагає своїм землякам в зоні АТО в придбанні усіх необхідних речей (ліки, теплі речі, обмундирування, тощо). Військові завдання в зоні АТО (в Донецькій та Луганській областях) здійснювали та здійснюють понад десять жителів села.
Під час президентських виборів 25 травня 2014 року 67 % жителів Витачева віддали свій голос за Петра Порошенка. Під час парламентських виборів 26 жовтня 2014 року 42 % проголосували за «Народний фронт» прем'єр-міністра Арсенія Яценюка, та 23 % за Блок Петра Порошенка. Перемогу по одномандатному округу отримав Віктор Романюк, який шляхом махінацій з боку команди-конкурента Р.Бадаєва в грудні 2013 року був знятий з реєстрації, а роком раніше під час парламентських виборів 2012 року зусиллями кандидатки від Партії Регіонів Тетяни Засухи очевидна перемога В.Романюка була анульована підкупним рішенням суду.
Жителі Витачева залишаються небайдужими до драматичних подій 2014 року в Україні. За активним сприянням сільської молоді, 14 жовтня 2014 року (на день Покрови) в центрі села було відкрито пам'ятний знак «Витачів — борцям за волю України», який символізує безмежну вдячність тисячолітнього поселення усім, хто воював і продовжує воювати за рідну Батьківщину, включаючи і бійців АТО.

## Населення

### Історична довідка
Станом на 1864 рік у Витачеві жили 1550 осіб «православних», 5 євреїв.
У 1887 році населення складало 2223 особи.
У 1900 році в казенному Витачеві у 308 дворах проживало 2518 жителів, з яких 1251 чоловік та 1267 жінок.

### Сучасна демографічна ситуація
З 1991 по 2014 рік населення села скоротилося на 32 %. Протягом 1995–2000 рр. смертність перевищувала народжуваність в 3,3 рази. Найвищий показник смертності зафіксований у 1995 році — 34 особи на 1000 чоловік. Наприкінці 2000-х років демографічна ситуація в селі почала суттєво поліпшуватися. Це пов'язано з істотним зменшенням смертності, та ростом рівня народжуваності. Найнижчий рівень смертності за всі роки Незалежності зафіксований у 2010 році — 10 осіб на 1000 чоловік. Цей показник є нижчим від середнього по Україні та Обухівському районі. Зросла також і народжуваність. У 2010 році вона становила 11 дітей на 1000 чоловік населення. Високим також рівень народжуваності був у 2012–2013 рр., який перевищив 12 дітей на 1000 чоловік населення. На сьогоднішній момент смертність населення перевищує народжуваність в 1,6 рази. Це значно менше ніж в більшості сіл і селищ Обухівського району. Тривалість життя у 2013 році серед чоловіків становила 67 років, у жінок 82 роки. Приблизно 60 % жителів села — особи працездатного віку (від 18 до 60 років), 15 % населення села — це особи молодші від 16 років. Решта — особи старші від працездатного віку (понад 60 років). Чоловіків у селі на 12 % менше ніж жінок (56 % жінок та 44 % чоловіків).[джерело?]
За підсумками 2014 року у селі Витачів народилося вдвічі менше дітей, ніж роком раніше, але разом з тим скоротилася і смертність. У 2014 році померло в 2,5 разів менше, ніж у 2013 році.[джерело?]
У 2015—2016 роках смертність населення так само як і народжуваність перебували в межах статистичної норми.

### Національний склад населення
Під час всеукраїнського перепису населення 2001 року у Витачеві з 945 жителів майже 95 % були українцями (896 осіб). Найчисельнішою національною меншиною в селі були росіяни — 2,9 % (27 осіб). Також у 2001 році у Витачеві проживали: вірмени — 0,6 % (6 осіб), білоруси — 0,5 % (5 осіб), євреї — 0,3 % (3 особи), молдовани — 0,3 % (3 особи) та німці — 0,2 % (2 особи). Лише по одній особі назвали свою національну приналежність до грузин та поляків.

### Мова
Розподіл населення за рідною мовою за даними перепису 2001 року:
| Мова            | Кількість | Відсоток |
| --------------- | --------- | -------- |
| українська      | 795       | 97.43%   |
| російська       | 20        | 2.45%    |
| інші/не вказали | 1         | 0.12%    |
| Усього          | 816       | 100%     |

## Економіка

### Сільське господарство
В селі розміщується центральна садиба сільськогосподарського виробничого кооперативу «Заповіт Ілліча» (голова правління — Валерій Борисович Черниш), засноване в 1930 році, і яке займається обробітком землі і вирощуванням великої рогатої худоби. У рослинництві домінує зернове господарство та вирощування кормових культур. Загальна площа ріллі — майже 1,5 тис.га. Тваринництво має молочно-м'ясний напрямок. Господарство є одним з найбільших в Обухівському районі виробників молока.
СВК «Заповіт Ілліча» має млин, хлібопекарню, систему зерносховищ та молочно-товарний комплекс з відповідним обладнанням.

### Торгівля
Провідною галуззю сфери послуг, яку здійснюють 6 суб'єктів підприємницької діяльності, є торгівля. У Витачеві працює 5 магазинів. Щосуботи у центрі села функціонує ринок.

## Транспорт і зв'язок
Село має прямий зв'язок з Києвом. Шість разів на день виконується рейс сполученням Київ-Витачів (і навпаки) до станції метро Видубичі.
Працює відділення зв'язку (Поштовий індекс — 08740), працівники якого доставляють поштову кореспонденцію та пресу жителям села. Поряд знаходиться також і Витачівське відділення Ощадбанку України.
З лютого 2016 року в селі видається місцева газета «Наш Витачів», яка виходить раз на два місяці, і розповсюджується у селі Витачів та в прилеглих населених пунктах.

## Соціальна сфера
По вулиці Павла Осоченка знаходиться аптека та Витачівський фельдшерсько-акушерський пункт.
Кілька працівників соціальної служби Витачева здійснюють догляд за соціально незахищеними категоріями людей (перед усім за інвалідами та самотніми пенсіонерами).

## Культура
В селі працює сільська бібліотека імені Тараса Шевченка (входить до числа найкращих бібліотек Обухівського району), де кількість читачів та книжковий фонд мають одні з найкращих показників для сільської місцевості.
У 2007 році було повністю реконструйовано сільський будинок культури, який успішно функціонує.
У 2008 році було відкрито Витачівський краєзнавчий музей. Свій музей має і Витачівська школа.
При сільському будинку культури діє хор «Витич».

## Освіта
З 1853 року працює школа в центрі села. У 2007 році відновив свою роботу дитячий садок «Колосок» села Витачів, який перед цим не функціонував майже 10 років. В іншій частині будівлі дитячого садка планується відкриття соціального центру. У 2013 році Витачівській школі виповнилося 160 років.

### Історія шкільної освіти
Першим закладом освіти, що був заснований у Витачеві вважається церковна школа, що була заснована в 1853 році на горі Окіп. Кількома роками раніше була споруджена церква Воздвиження Хреста Господнього, куди перенеслося культурно-освітнє життя тогочасного Витачева. Спочатку церковна школа була недільною, і навчалися в ній виключно діти місцевих поміщиків і купців. Згодом на початку 1860-х років (з відміною кріпосного права в царській Росії) в школі почали навчатися діти вільних селян дедалі частіше. Наприкінці ХІХ ст. школа перетворилася в переважно селянську з відповідним контингентом тих, хто там навчався.
Разом з тим, у центрі селища (на сучасному місці) в 1861 році закладають ще одну школу, якій через століття судилося залишитися єдиною у Витачеві.

Витачівська школа. Заснована в 1853 році

У 1900 році церковна школа налічувала 175 вихованців та лише 5 вчителів. Освіта яка надавалася, була переважно початкова. Викладалася арифметика (початкова математика), письмо і граматика, богослов'я (вивчення Біблії) та природознавство. Згодом почалося викладання військової справи. Під час кривавої громадянської війни в 1917—1920 рр. школа не припиняла функціонувати, однак кількість дітей суттєво скоротилася. За даними районного архіву в 1925 році в колишній церковно-прихідській школі навчалося лише 56 дітей, де викладали лише 3 вчителі. Тим часом школа в центрі села помітно збільшилася, і вже в 1931 році вона стала більшою від тієї, що розташовувавлася неподалік церкви в районі Окопу. У 1927 році місцевий маценат і активіст Тимофій Базарний заснував невелику початкову школу в районі сучасної вулиці Першотравневої (Широкої). До самої своєї смерті він самотужки навчав граматиці і математиці 10-15 учнів віком до 10 років. У 1945 році Тимофій Базарний помер, а школу було закрито. У період голодомору 1946—1947 років у школі розміщувалася кухня, на якій готували їжу для голодних дітей Витачева.
Не зважаючи на лихоліття повоєнного часу, кількість учнів все ж суттєво збільшилася. Збільшилася і кількість предметів, які викладалися в школі. Під час Другої світової війни та в період нацистської окупації обидві школи тимчасово призупинили свою роботу, так як 80 % жителів села були вигнані нацистами в інші райони Київщини. Після війни кількість учнів продовжувала активно зростати. В 1954 році кількість учнів перевалила за 350 чоловік (в школі на Окопі навчалося 150 дітей, а в школі що в центрі села — 202 дітей). У 1955 році будівля школи що у центрі села була помітно розширена та реконструйована (нарешті дах із шиферу замінив солому). Із помітним збільшенням відтоку населення у міську зону і зменшенням кількості дітей — місцева влада визнала недоцільним існування у селі двох шкіл, і в 1964 році школу на Окопі було реорганізовано, а дітей переведено до приміщення у центрі села. Тоді ж і було піднято питання про розширення вже єдиної школи, так як в 1970 році у ній навчалося 225 дітей. Питання реконструкції вирішилося лише в 1976 році, коли Витачівську школу було кардинально перебудовано: виросло просторе двохповерхове приміщення, яке могло помістити 200 дітей. Це ж приміщення приймає школярів і до сьогодні.
Вчителювали тривалий час М. Ф. Бутенко, С. Є. Бедрач, В. В. Богуславська, а також А. С. Сапун, Н. А. Бедрач та В. М. Місько (Нещерет). Директором школи у 1950—1955 рр. була Калініченко Оксана Василівна, яка викладала також українську мову і літературу. В 1955–1975 рр. директорство школи перейняв її чоловік Іван Якимович Калініченко. З 1975 по 1983 рр. директором працював О. Г. Дібрівний, згодом З. Ю. Гак та Г. І. Петрученко. З 1990 року по 2010 рік — директор школи В. Д. Шапран. А з 2010 року — директор школи Н. В. Колч.
Тривалий час вчителями української мови і літератури в школі працювали і працюють О. Ф. Дібрівна, Л. М. Герасименко, російської мови — В. І. Маєвська та Т. В. Бухта, вчителі зарубіжної літератури Р. С. Лазюкова та О. І. Бондаренко, фізкультури — В. М. Нещерет та І. Г. Галаган, біології — О. П. Чигирин та Н. І. Дикуша, географії — М. А. Педченко та О. І. Трусевська, математики (в тому числі і алгебри та геометрії) — В. С. Маєвський та Н. В. Колч. Беззмінним викладачем іноземної мови протягом цілих десятиліть була Т. П. Гаращенко. Вчителями молодших класів вже багато років працюють Н. Д. Сидоренко, Н. М. Дикуша, Г. З. Лапокниш та інші.
Сьогодні Витачівська школа під керівництвом директора Колч Н. В. є джерелом культурно-освітнього життя древнього села. Виступає організатором культурних заходів, здійснює краєзнавчу та дослідну роботу по вивченні рідного краю (працюють шкільне географічне товариство та гуртки самодіяльності). Географічне товариство Витачівської школи здійснює природничо-географічні та краєзнавчо-історичні дослідження та видає власну газету: «Вісник шкільного географічного товариства імені В. І. Вернадського». Величезний вклад в культурний розвиток школи і села здійснив багаторічний її директор, самобутній музикант і художник В. Д. Шапран, який створив цікаву художню композицію в коридорах і на стінах шкільного приміщення, є автором і композитором Гімну Витачівської школи, а також багатьох пісень про рідний край. Художня спадщина В. Д. Шапрана налічує низку пісень, картин, віршів і величезний педагогічний досвід вчителя історії і мистецтв.
25 лютого 2011 року Витачівська школа гучно відзначила своє 150-річчя. Однак справжня історія шкільної освіти у Витачеві становить майже 170 років, і є однією з найстаріших на Обухівщині.
Сьогодні учні школи беруть активну участь в олімпіадах та конкурсах, захисті наукових робіт МАН, багато з них мають призові місця.
Адреса школи: 08740, Київська область, Обухівський район, с. Витачів, вулиця Воздвиженська 59.

### Релігійні споруди
У 2001 році було споруджено каплицю Хресто-Воздвиженського храму, де здійснюються богослужіння по даний час. У 2008 році розпочалося спорудження нової, значно більшої церкви, однак у зв'язку з фінансовими труднощами будівництво тимчасово заморожене. На іншому боці села знаходиться дерев'яна Витачівська каплиця, споруджена у 1991 році за проектом Тараса Григоровича Шевченка.
Клірові відомості, метричні книги, сповідні розписи церкви Воздвиження Чесного Хреста Господнього с. Витачів Київської сот. і п., з 1781 р. Київського пов. і нам., з 1797 р., ХІХ ст. Стайківської волості Київського пов. і губ. зберігаються в ЦДІАК України. http://cdiak.archives.gov.ua/baza_geog_pok/church/vyta_001.xml [Архівовано 20 квітня 2021 у Wayback Machine.]

## Некрополі та масові поховання
У Витачеві і на його околицях знаходиться багато об'єктів масових поховань різних часів: від глибокого середньовіччя до наших днів. Кілька з них продовжують функціонувати, а решта слугують об'єктами переказів.
Найстарішим некрополем Витачева вважається гора Красуха. Як відомо, це є поховальний курган, або оборонний насип над Дніпром, який виник на самому початку І тисячоліття. Сьогодні тут розкинулося одне з найстаріших християнських кладовищ України, вік якого понад 1000 років. Але до того там було древнє язичницьке капище VI-IX ст. З цих часів цілком можливо і походить назва гори, оскільки древні слов'яни-язичники влаштовували свято Кросно на честь померлих.
Кладовище на горі Окіп — головний і найбільший цвинтар сьогоднішнього Витачева. Перші поховання тут відомі з часів Київської Русі (з XI ст.). Тут, як і на горі Красуха хоронили померлих від голоду у 1932—1933 рр., а на місцях масових поховань встановлені пам'ятні хрести.
На горі Могила, де нині стоїть дерев'яна каплиця, за переказами є масове поховання часів Національно-Визвольної боротьби українського народу проти польської шляхти 1648—1657 рр. Народні перекази подають це у вигляді того, що біля Витачева приблизно в 1650 році відбулася битва між козаками і поляками. Загиблих козаків поховали на цій горі.
Старе кладовище лежить поряд із сучасним, у місцевості, яку витачівці називають Майданом. Документи ХІХ ст. підтверджують тут поховання другої половини ХІХ — початку ХХ століття. Згідно з документами — тут хоронили церковну знать.
У підніжжі гори Окіп, у районі місцевості, яку жителі села іноді називають Лазутківщиною знаходилося старе сільське кладовище, яке було закрите, а згодом і ліквідоване на початку ХХ ст. Згідно з документами обласного архіву початку XX століття, тут можуть бути масові поховання померлих від епідемій чуми та холери, які неодноразово охоплювати Витачів у XVII-XIX століттях. Саме тому, житлове будівництво в цих місцях є вкрай небажаним, і небезпечним з точки зору епідеміологічної ситуації.
Масові поховання виявлені археологами з АН СРСР в урочищі Городище в другій половині XX століття. Це є поховання загиблих мешканців літописного міста Новгород-Святополчий (або за деякими літописами його ще згадують як Святополч) який тут існував у період 1096—1223 рр., і був спустошений монголо-татарами. Скоріше за все в цих похованнях є жертви саме цього нашестя, і їх решткам понад 750 років.
В центрі сучасного Витачева — у сільському парку Бойової Слави знаходиться братська могила, де поховані загиблі воїни Другої світової війни, які мужньо боролися за рідну землю проти ворога. Урочисте поховання 47 воїнів-визволителів Витачева з усіх куточків колишнього СРСР відбулося у листопаді 1943 року. Німецьких солдат поховано на Красусі та на Окопі. Їхнє число невідоме.

## Відомі люди

### Народилися
- самобутній філософ і засновник Витачівської організації «Просвіта» Петро Іванович Нещерет
- герой Великої Вітчизняної Війни, тричі кавалер ордена Слави Павло Демидович Осоченко
- член Національної спілки письменників України Тетяна Василівна Лемешко (Лакиза)
- Заслужений журналіст України, головний редактор журналів «Зерно  і  хліб»,  "Правовий  вісник"  та  інших  періодичних видань Михайло Іванович Перевертун
- Заслужений журналіст України, академік Євразійської академії телебачення Віктор Олексійович Пилипець
- кавалери ордена Леніна Г. В. Василенко та С. С. Ярмак.

### Померли
- відомий український скульптор і архітектор Федір Єрмолаєв (1935—1999)

## Герб та прапор
Офіційного герба Витачів не має. Протягом тривалого часу (з 1997 по 2008 роки) у якості офіційного герба використовували символіку святкування 1000-ліття Витачева, яка була розроблена наприкінці 1996 року. В 2008 році було прийнято до використання «Герб тисячолітнього Витачева», де невід'ємним елементом є птах. З того часу даний варіант герба використовується донині. Однак є ряд представлених гербів і логотипів Витачева. Один із варіантів був запропонований в 2015 році. Однак він не був затверджений місцевою владою, і не підтриманий окремими краєзнавцями. Цей варіант герба являє собою щит перетятий балкою у вигляді фортечної стіни золотом із двома такими ж вежами з відкритою між ними брамою, з якої виринають дві протилежні руки з'єднані у рукостисканні. Зверху між брамами у червоному полі сонячний диск із 20 променями, на яке покладене червоне колесо із 12 шпицями. В основі щита у синьому полі золотий човен на шести веслах під білим напнутим вітрилом, який пливе у праву геральдичну сторону. Наразі запропонований варіант герба не є офіційним, і не затверджений місцевою радою.

## Пам'ятники історії та туристичні об'єкти
Витачів, як древньоруське містечко та одне з найстаріших поселень України є одним з унікальних туристичних центрів Київщини. За кількістю пам'ятних знаків, пам'яток історії, меморіальних комплексів, та об'ємом історичної спадщини Витачів немає собі рівних в Обухівському районі. В селі величезна кількість пам'ятників, монументів та пам'ятних дощок, зокрема:
- Пам'ятний знак «Витачів у часі і просторі…»;
- Пам'ятний знак про спорудження храму на горі Городище;
- Пам'ятник «Дихання вічності» на горі Городище;
- Пам'ятний знак про місце розташування древньоруського порту Витичів на горі Окіп (957—1240);
- Пам'ятник на місці існування древньоруського міста Новгород-Святополчий, заснований в 1095 році та зруйнований монголо-татарами в 1223 році;
- Залізний кований хрест ручної роботи від ковалів Тернопільщини жителям древнього Витичева на горі Городище;
- Меморіальний комплекс «Витачеву — 1000 років» з дзвіницею та дзвоном, як дарунком святійшого Патріарха Київського і всієї України-Руси Філарета, освяченого ним 27 вересня 1997 року;
- Меморіальний комплекс пам'ятних дощок «Древній Витичів у літописах Київської Русі» у сільському парку;
- Пам'ятний знак на честь літописного Витичівського з'їзду руських князів (1100 р.);
- Пам'ятна стела «Витачів» при в'їзді в село, встановлена на честь 1050-ліття Витачева;
- Пам'ятник Невідомому солдату на Братській могилі в сільському парку;
- Пам'ятний знак «Витачів — борцям за волю України» встановлений 14 жовтня 2014 року в день Захисника України в пам'ять усім борцям за Україну різних поколінь і часів;
- Меморіальна дошка знаменитому уродженцю села Петру Нещерету, самобутньому філософу і керівнику Витачівської організації «Просвіта» імені Т. Г. Шевченка, що був репресований і розстріляний 9 березня 1938 року (в день народження Тараса Шевченка);
- Меморіальна дошка Оксані Калініченко — багаторічному голові колгоспу «Заповіт Ілліча» (с. Витачів).

У Витачеві знаходиться також низка інших цікавих туристичних об'єктів:
- Дерев'яна каплиця над Дніпром в мальовничому урочищі Городище, що споруджена за проектом Тараса Шевченка, і є «візитівкою» Витачева, і найвпізнаванішим туристичним об'єктом села;
- Дерев'яний млин, споруджений у комплексі з іншими спорудами в урочищі Городище, що входить до числа найпривабливіших туристичних об'єктів Київщини;
- Витачівський сільський краєзнавчий музей, де зібрані експонати, що підкреслюють багатовікову і славетну історію села;
- Витачівська сільська бібліотека імені Т.Шевченка, що визнана найкращим закладом культури в Обухівському районі, з найбільшим книжковим фондом та кількістю абонентів;
- Кімната-музей Витачівської загальноосвітньої школи.

До природних пам'яток Витачева, що приваблюють туристів належать:
- Озеро Ріцца (Стрількове) в урочищі Калинове — справжня ландшафтна унікальність.

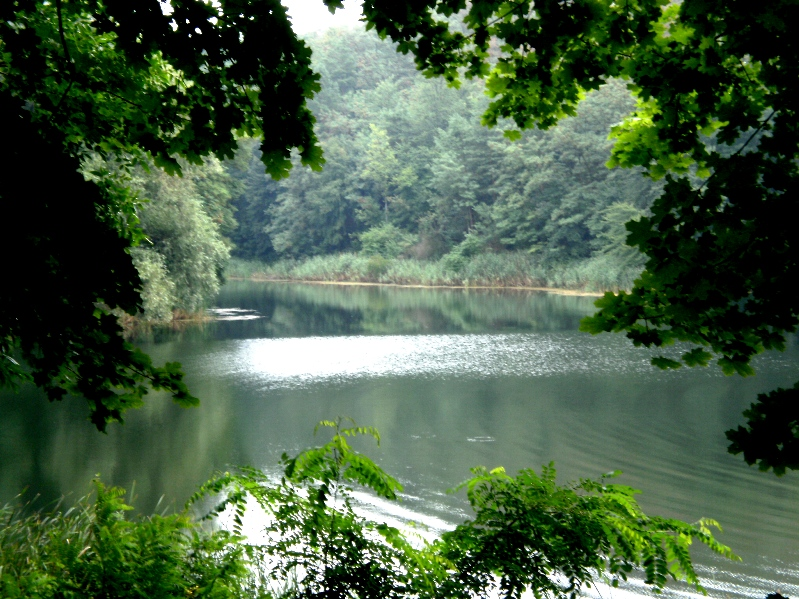
Озеро Ріцца — заказник місцевого значення

- Гора Могила - другий за висотою курган в межах села, звідки відкривається мальовничий вид на Дніпро. В 1990-1991 роках споруджено дерев'яну каплицю;
- Урочище Брід (Великий і Малий Броди) з сільським ставком — є одним з наймальовничіших куточків околиць Витачева;
- Гора Красуха — найвища гора Обухівщини, з якої відкривається панорама Витачева, Дніпра та всього Лівобережжя Київщини. Вважається не природною формою рельєфу, а типовим курганом, якому щонайменше 2000 років;
- Урочище Валок — частина древніх Змієвих Валів, що проходять поблизу Витачева, але збереглися частково;
- Городищенський ліс — мальовниче урочище у підніжжі гори Городище — місце існування літописного Новгорода Святополчого.

## Історичні назви

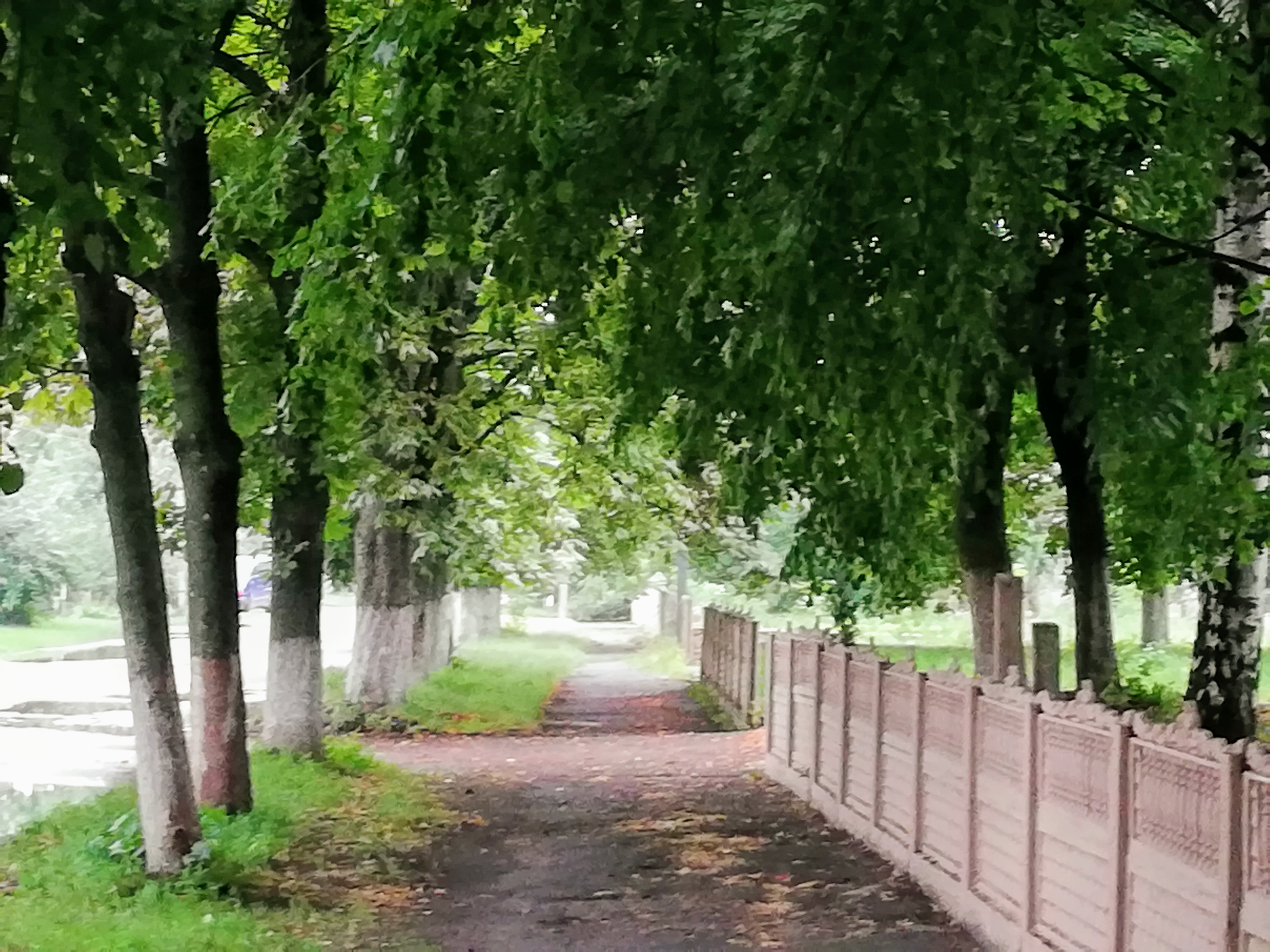
Воздвиженська вулиця у селі Витачів

- Вивіз — частина вулиці Садової. Назва походить від того, що це була єдина дорога, якою вивозили людей з основної частини села на верх.
- Окіп — частина вулиці Нагірної. Названий так, бо має форму насипу — окопу, і імовірно насипаний древніми мешканцями села як оборонний вал, на якому розміщувався дитинець, фортеця і порт.
- Клинок — ріг вулиць Воздвиженської та Окіпської. Так названий через те, що це площа, від якої відходять три вулиці у вигляді клинка.

- Широка — початок і середина вулиці Першотравнева. Це була найширша вулиця села у XX столітті. Звідси і назва.
- Шарівка — вулиця Тараса Шевченка. Назва, імовірно походить від того, що тут була пуста вулиця, про яку витачівці говорили «Хоч шаром покоти…»
- Лазариха — вулиці Молодіжна, та Старовитичська. Поле, яке тут колись було, належало купцю Лазарю Вулькевичу.
- Загороди — сучасна вулиця Воздвиженська. Ці місця знаходилися за городами витачівців, які тоді мешкали ближче до Дніпра.
- П'ятилітка — вулиця Окіпська. Тут розміщувалася садиба колгоспу «Друга п'ятилітка». Цю назву використовують лише старі жителі села.
- Вершина — вулиця Придніпровська. Названа так, бо обидві сторони вулиці йдуть до гори під високим кутом.
- Виха — частина вулиці Тараса Шевченка (поворот в Городище). Тут колись стояла вежа.
- Глобівщина — кінець вулиці Першотравневої. Гора названа на честь козака Глоби, що мав тут свою садибу в часи Хмельниччини.
- Могила — гора на якій споруджено дерев'яну каплицю. За переказами — тут масове поховання загиблих запорізьких козаків, що загинули у часи Хмельниччини у битвах проти поляків. На честь цих подій встановлено залізний кований хрест.
- Майдан — частина вулиці Нагірна. Майданами називали плоду біля церкви чи собору. Враховуючи той факт, що до Другої світової війни тут стояла церква, походження назви цілком зрозуміле.
- Сапунова гора — крутий підйом між вулицями Садова і Нагірна. Названа так через те, що на вершині гори жили родини з прізвищем Сапун, яких у Витачеві і сьогодні не мало.
- Манзівщина — частина вулиці Нагірної. Тут були землі і хати родів Манзів.
- Молодіжна — народна назва вулиці Павла Осоченка. Молода вулиця, що закладена в 1980-х роках. Звідси і назва.
- Красуха — гора, у підніжжі якої йде вулиця Придніпровська. Походження назви невідоме.
- Березки — кінець молодої вулиці Калинової.
- Царина — прохід по середині вулиці Окіпської, що виходить на вулицю Калинову.
- Городище — вулиці Городищенська, Наддніпрянська та прилеглі поля, городи і ліс. Тут було древнє городище літописного Новгорода-Святополчого, знищеного монголо-татарами у 1223 році.

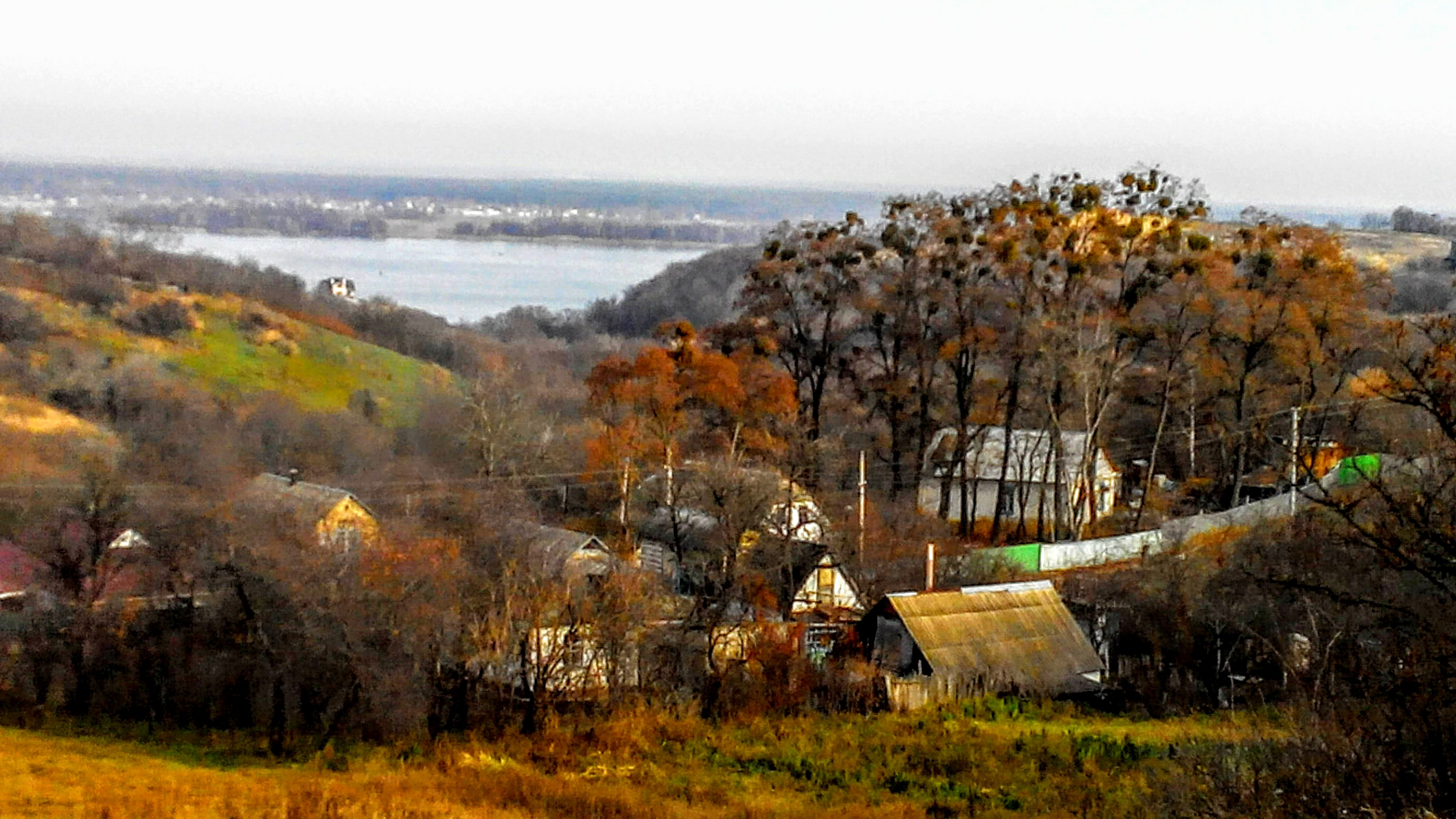
Вулиця Садова — частина історичної місцевості Вивіз

Також у Витачеві багато й інших історичних назв, що беруть свій корінь від прізвищ родин що тут мешкали. Наприклад: Ковалівщина, Баланівщина, Лазутківщина, Ярмакова, Бурдівщина та ін.

## Зйомка фільмів
Мальовнича природа Витачева приваблює кінематографістів. Тут було відзнято низку вітчизняних кінострічок та рекламних роликів.
- У Витачеві та сусідньому Халеп'ї було відзнято значну частину фільму «Вавилон XX».[8]
- Фільм «Богдан-Зиновій Хмельницький» у 2004—2005 роках практично безперервно знімався у Витачеві.[9]
- У 2011 році в селі зняли короткометражний фільм «Очерет».[10]
- У 2013 році на дніпрових пагорбах та в урочищі Городище відзнято серію епізодів фільму «Поводир» Олеся Саніна.[11]
- Також у Витачеві були відзняті кінокартини: «Тут нам і жити», «Право на любов».[джерело?]
- У 2008 році третій президент України Віктор Ющенко знімався в політичному рекламному ролику на схилах Витачева. Кількома роками раніше в рекламних роликах знімалися брати Віталій та Володимир Клички.[джерело?]
- У Витачеві частково проходили зйомки кліпу духовного гімну України "Молитва за Україну" у виконанні DZIDZIO.[12]

## Галерея

Стелла при в'їзді у Витачів
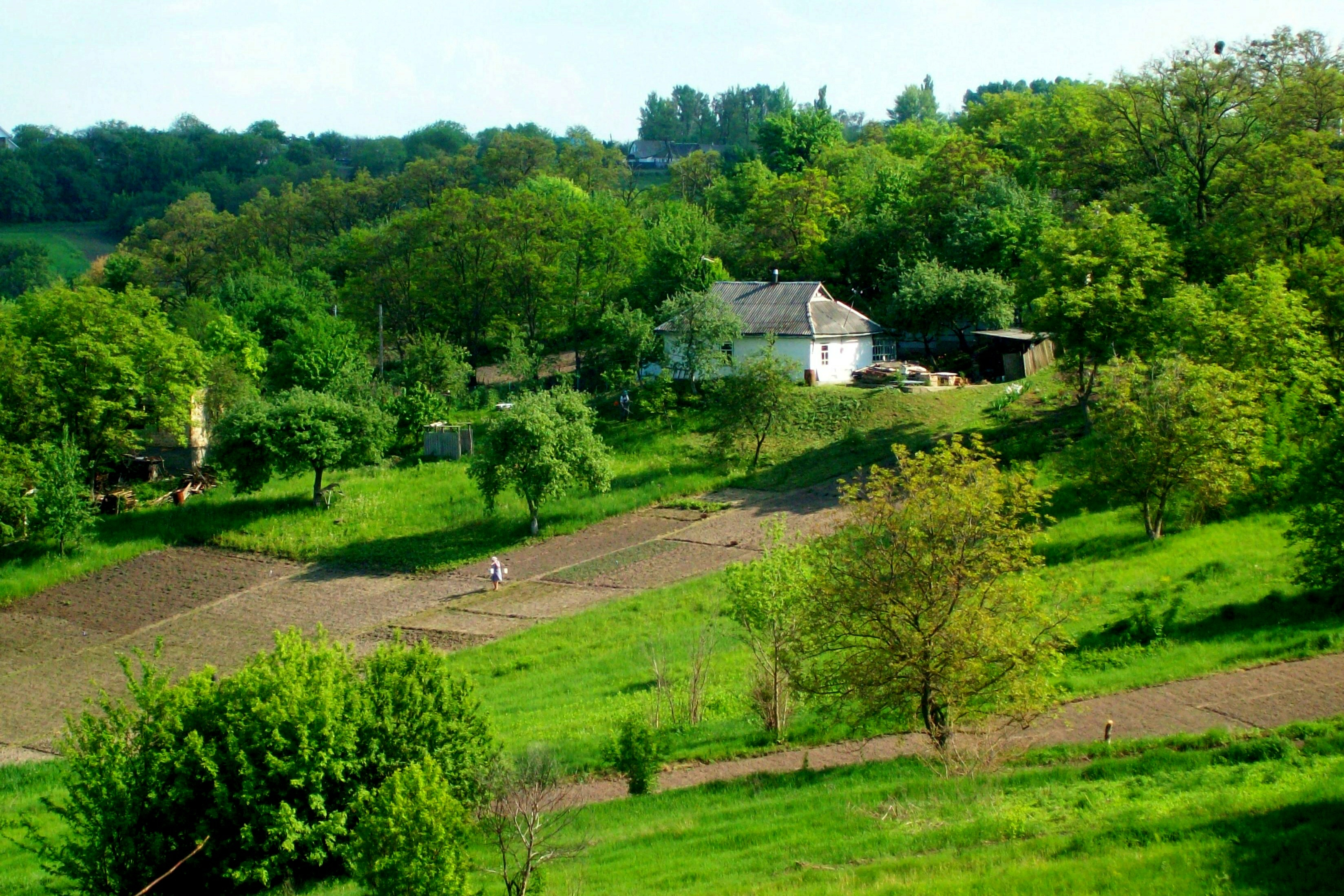
Краєвид сільської околиці
Пам'ятний знак "Витачів-борцям за волю України"
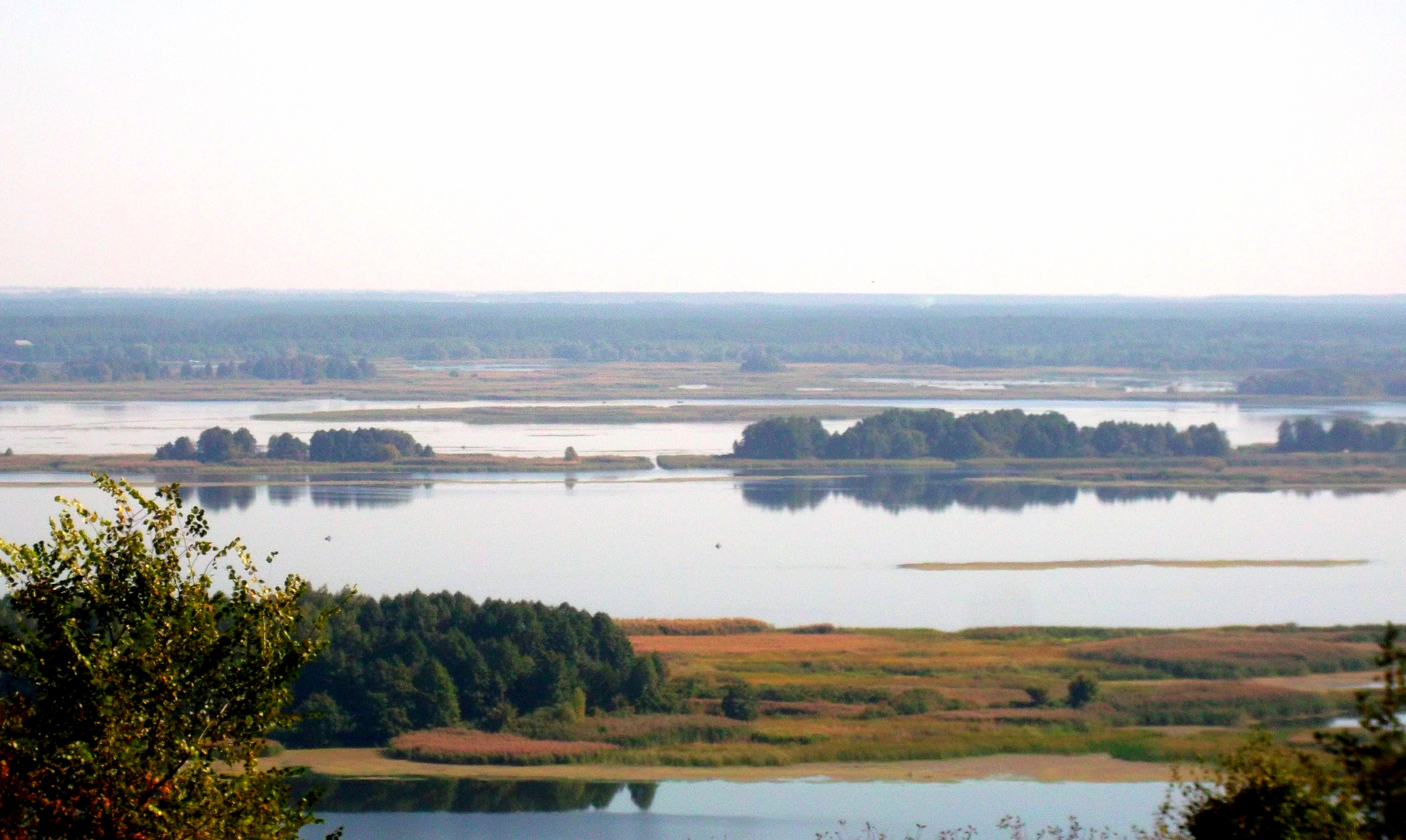
Русло Дніпра біля Витачева
Панорама Витачева
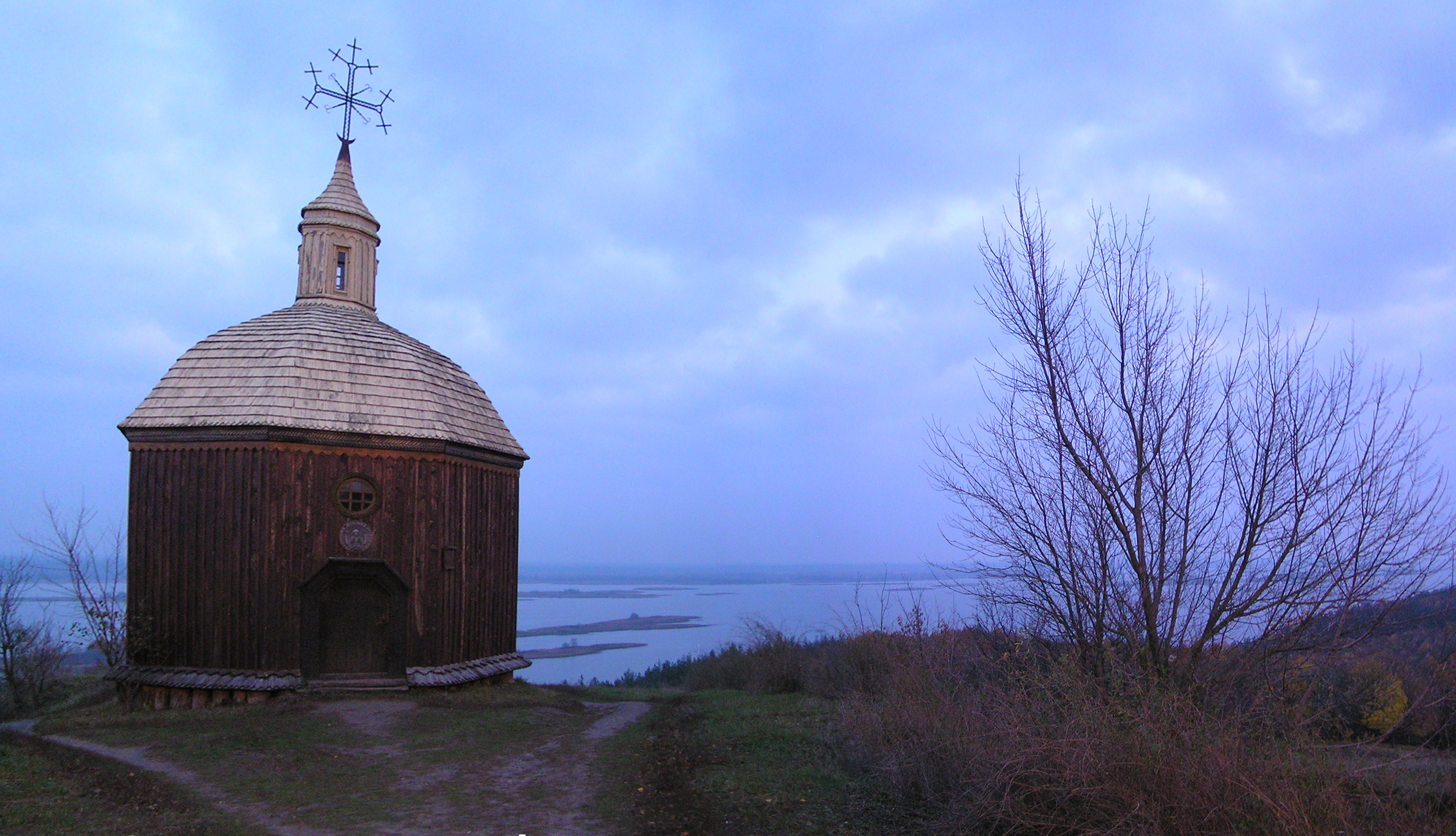
Дерев'яна каплиця споруджена у 1991 році за проектом Т.Г.Шевченка
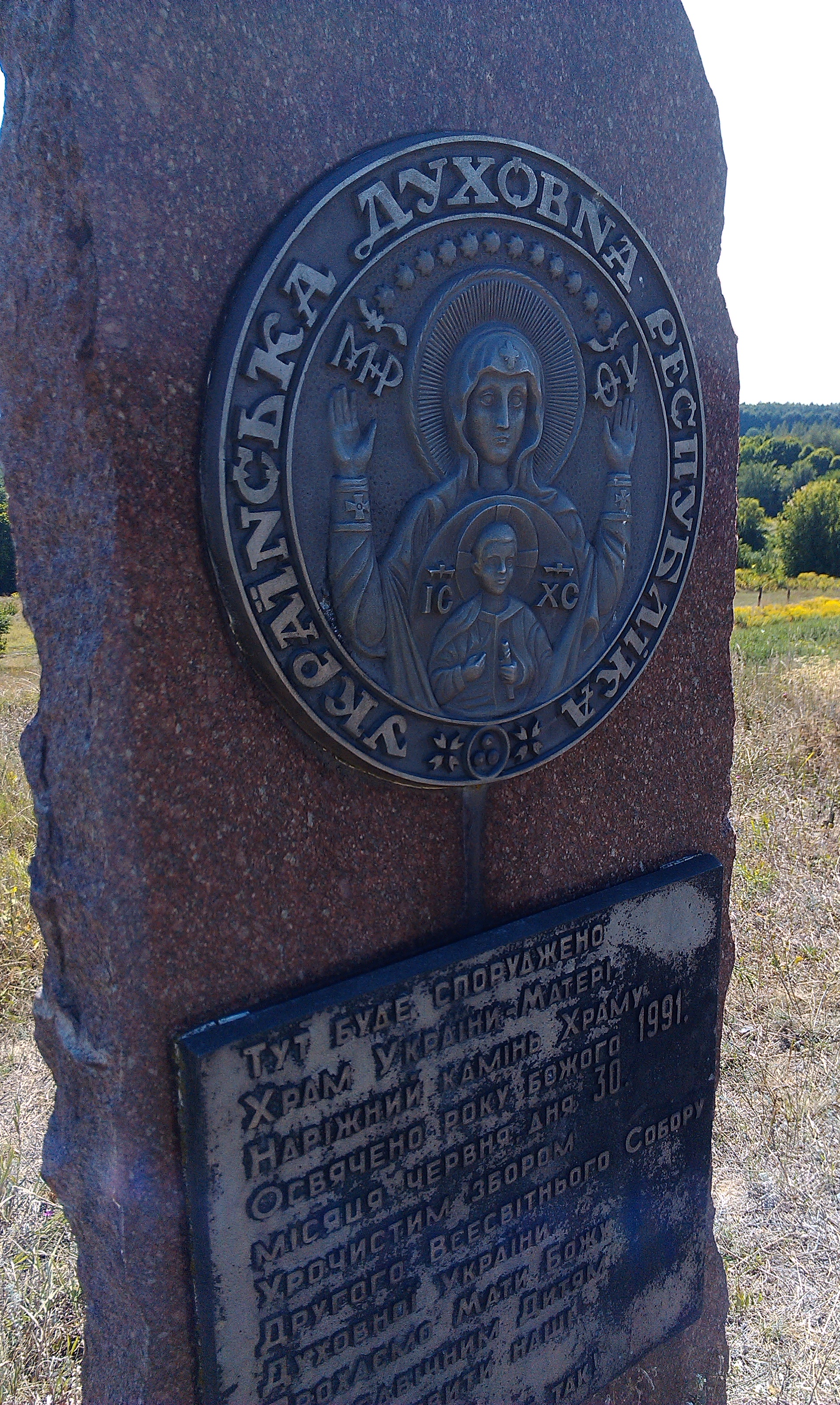
Пам'ятний знак "Тут буде споруджено храм..." встановлений Українською Духовною Республікою у 1991 році
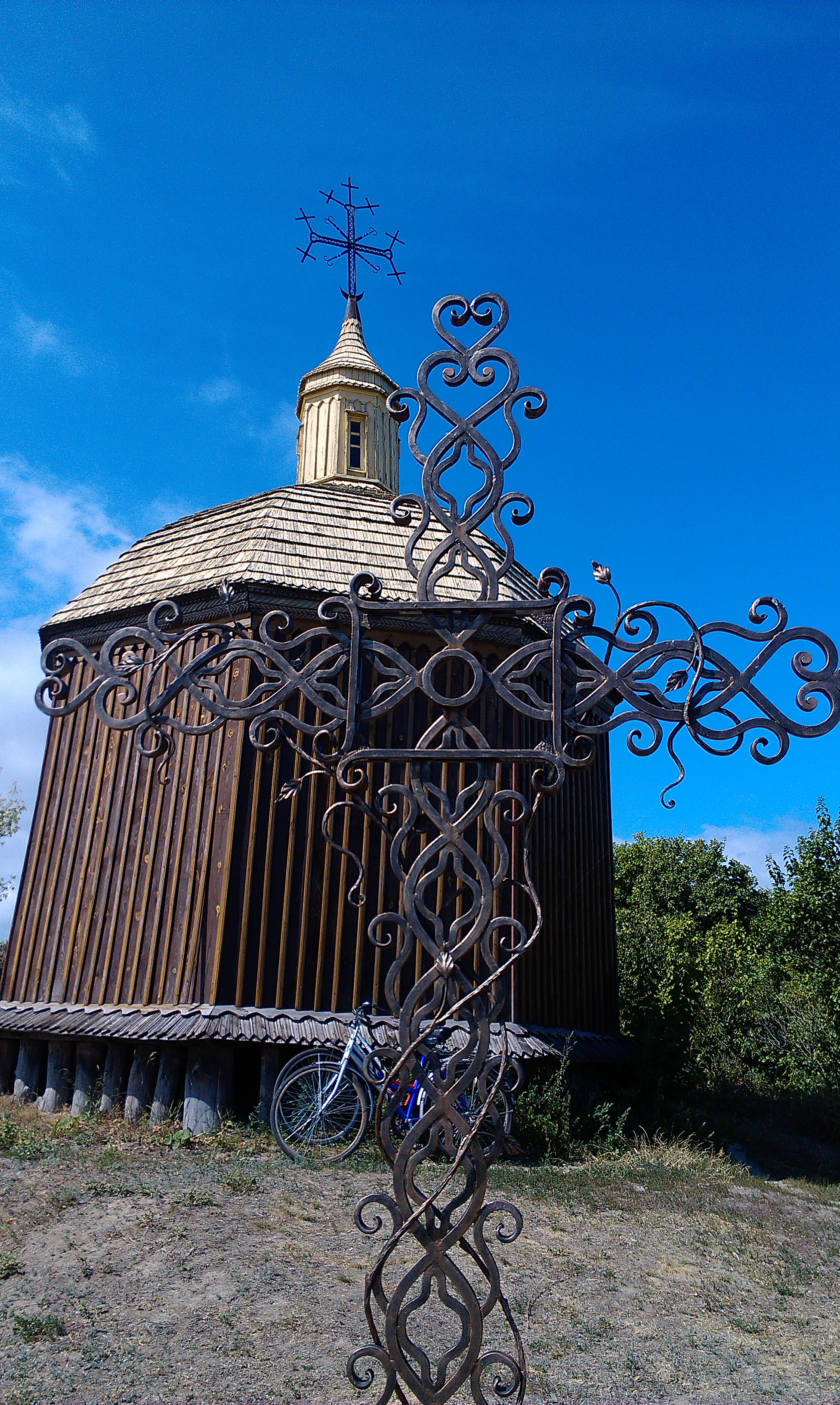
Залізний кований хрест на горі Могила в пам'ять загиблих запорожців
Пам'ятна дошка самобутньому філосову та керівникові витачівської просвіти Петру Нещерету
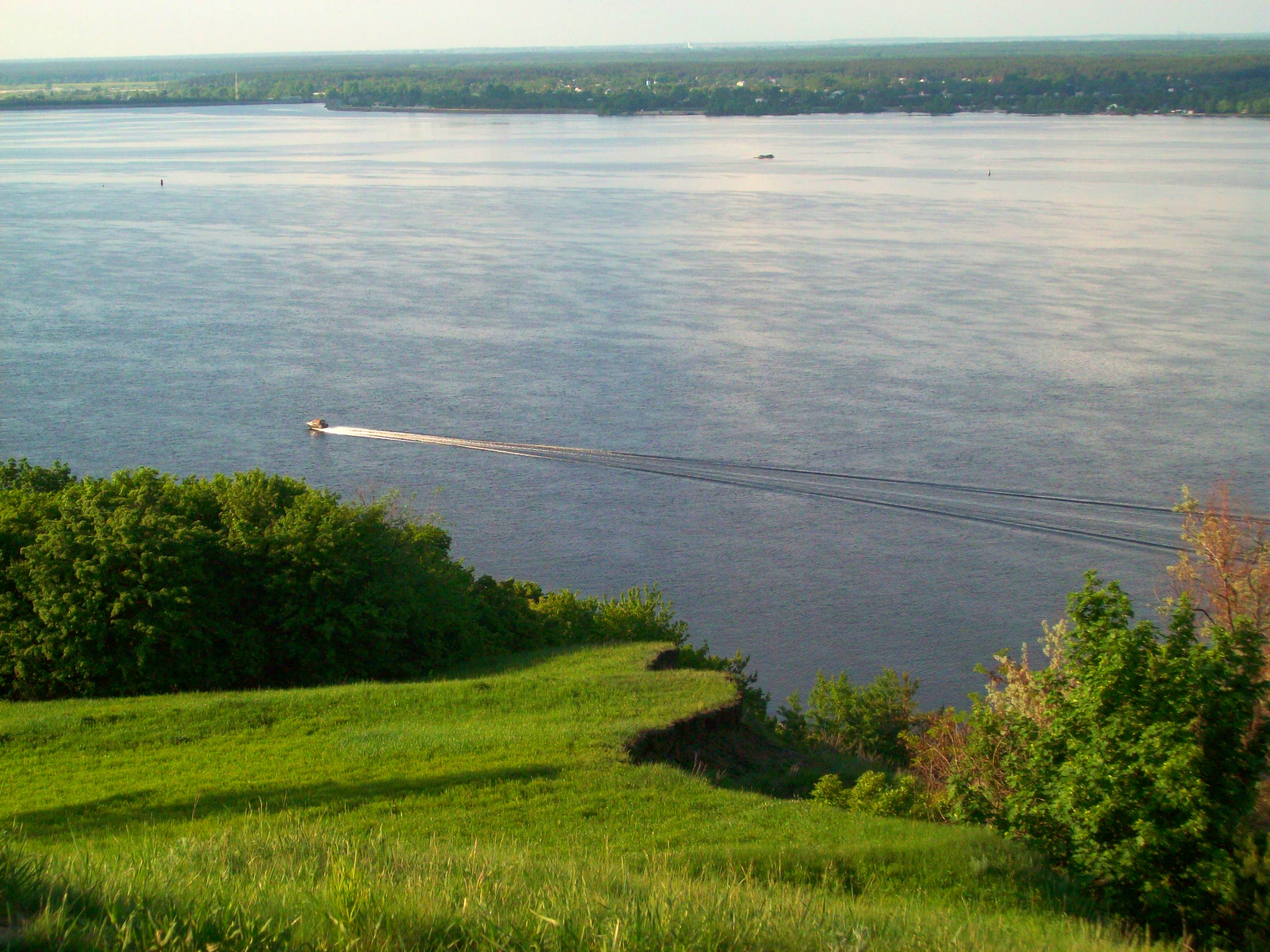
Вид на Дніпро
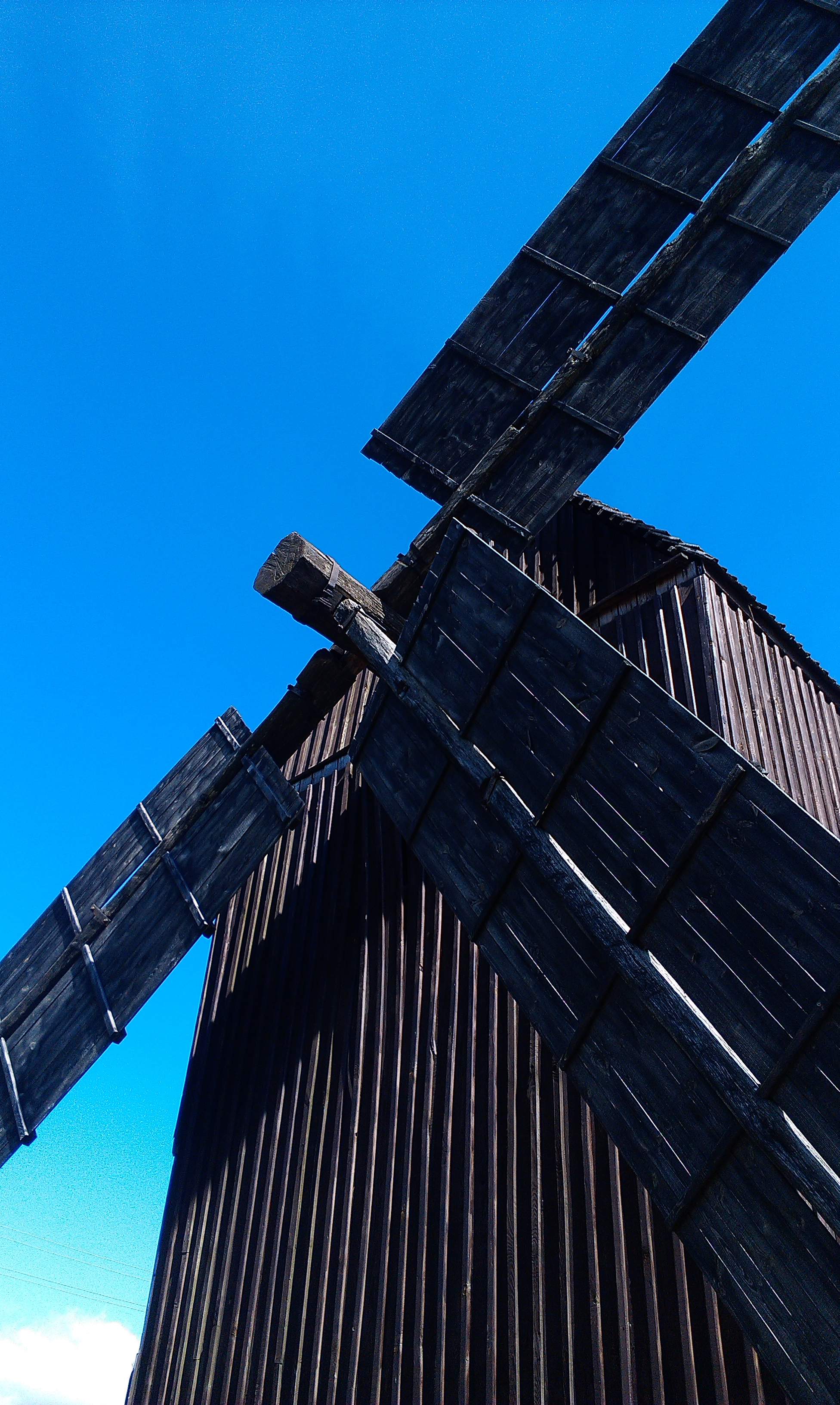
Витачівський вітряк